# ハリー・ポッターシリーズの用語一覧
ハリー・ポッターシリーズの用語一覧（ハリー・ポッターシリーズのようごいちらん）では、J・K・ローリングの小説『ハリー・ポッター』シリーズで使用される用語について述べる。ネタバレを含む。

## 魔法族とマグル
『ハリー・ポッター』シリーズでは、魔法族（魔法使いや魔女）の起源は不明である。
魔法を持つ人間である魔法族に対して、魔法を持たない人間は「非魔法族｣、「マグル｣、「ノー・マジ｣などと呼称される。
魔法力は回復性のある顕性遺伝であるが、まれに潜性遺伝子が顕在化し、魔法族の家に生まれながら魔法が使えない者が誕生することがある。こうした人間は作中で「スクイブ」、あるいは「魔法族生まれ｣と呼ばれる。
一方で、マグルのなかから突然変異で魔法使いや魔女が生まれることがある。彼らは「マグル生まれ｣と呼ばれる。
魔法界では出自・血統への差別が存在しており、純血の魔法族を中心に、マグルや「マグル生まれ」の魔法族を差別する傾向が少なからず見られる。
また、小説版では魔法族（特に純血）の人々はマグルの文化に疎く、バスケットボールやレッドカードなどマグルにとって知っていて当然の事を知らないという描写がある。
原作者ローリングは「純血、半純血、マグル生まれというような表現はこれらの区別が重要である人々によって作られたものであり、このような言葉は発起人たちの偏見を表している｣と発言している。
純血
初代以降、純血の魔法族のみで続いてきた家系の魔法族の夫婦の間に生まれた魔法族」を指す。
彼らの多くは、マグルの血を交えないよう、何世代にも渡って純血の魔法族同士で婚姻を続けてきたため、作中に登場する純血の魔法族はみな姻戚関係にある。ただし、ゴーント家のように、純血を維持するために近親婚を繰り返した結果、遺伝病が発生した家も存在する。またマグルの血が混ざっていない魔法族の家系は実際のところ存在しない。
純血主義
マグルはもちろん、マグル生まれの魔法族や彼らを擁護する魔法族を排除し、純血の魔法族が魔法界を支配すべきであるという思想。ホグワーツ創始者のひとり、サラザール・スリザリンによって提唱され、魔法界の歴史の趨勢に伴い、次第に世論のひとつとして浸透していった。しかし近年は自らを「純血｣と主張する人々は減少してきている。
血を裏切る者
純粋な魔法族でありながら、マグルやマグル生まれの魔法族と親密になったり結婚したりした者を指す侮蔑的な語。ウィーズリー家は「血を裏切る者」を数多く輩出してきたことで知られ、純血主義者たちに冷遇されることが多かった。
聖28一族
1930年代出版の「純血一族一覧」という本に記された、「間違いなく純血の血筋」とされる、イギリスの魔法族の純血の名家のことを指す。このリストは匿名で作成されたが、作成者はノット家のカンケンタラス・ノットとされている。その多くが純血主義を標榜しており、ブラック家のように魔法界の王族を自称する家系もあれば、ウィーズリー家のように純血主義に否定的な家系、ゴーント家のように滅びた家系もある。以下に一覧を記す。
- アボット家
  - 該当者はハンナ・アボット。

- ウィーズリー家
  - ロン・ウィーズリーの出身家系。他の純血家系と異なり、マグルやマグル生まれにも寛容的であり、それらの人物と多く婚姻関係を結んでいることから、他の純血家系から「血を裏切る者」とみなされている。

- エイブリー家
  - 2代続けて死喰い人を輩出している。死喰い人のエイブリーが該当する。

- オリバンダー家
  - ギャリック・オリバンダーの出身家系だが、彼自身は半純血（母親がマグル生まれ）。代々杖作りに従事してきた家系であり、その歴史は紀元前にまで遡る。

- カロー家
  - 該当者はアミカス・カロー、アレクト・カロー兄妹。

- クラウチ家
  - 魔法界でも最古の魔法家系のひとつだったが、バーテミウス・クラウチ・ジュニアの死により断絶する。

- グリーングラス家
  - 該当者はアステリア・グリーングラス。かつては純血主義的であったが、二度目の魔法戦争を経て軟化した。代々、血の呪いを引き継いでいる。

- ゴーント家
  - ヴォルデモートの母方の家系であり、サラザール・スリザリンやカドマス・ペベレルを先祖に持つ。極度の純血主義であり、純血を保つために近親相姦を繰り返した結果、精神異常や遺伝病が発生している。また、全員がパーセルマウスである。モーフィン・ゴーントの死により断絶した。

- シャックルボルト家
  - 該当者はキングズリー・シャックルボルト。

- シャフィク家
  - 姓はアラブ系である。本編では出身者が登場しない。

- スラグホーン家
  - 該当者はホラス・スラグホーン。

- セルウィン家
  - 該当者は死喰い人のセルウィン。また、ドローレス・アンブリッジはセルウィン家出身と詐称していた。

- トラバース家
  - 該当者は『黒い魔法使いの誕生』に登場するトーキル・トラバース。

- ノット家
  - このリストを作成したカンタンケラス・ノットの出身家系。その他セオドール・ノットが該当。

- パーキンソン家
  - 該当者はパンジー・パーキンソン。

- バーク家
  - 該当者はカラクタカス・バーク。

- フォウリー家
  - 該当者は『魔法同盟』に登場するグリム・フォウリー。

- ブラック家
  - シリウス・ブラックの出身家系。イギリス最古の魔法家系のひとつであり、その歴史は中世にまで遡る。ほとんどの純血家系と縁戚関係にあることから、魔法界の王族を自称している。

- フリント家
  - 該当者はマーカス・フリント。

- プルウェット家
  - モリー・ウィーズリーの出身家系で、ミュリエル・プルウェットが該当する。男系の血筋は、ヴォルデモート陣営との戦いで断絶している。

- ブルストロード家
  - 該当者はミリセント・ブルストロード。

- マクミラン家
  - 該当者はアーニー・マクミラン。少なくとも九代前から続いている家系。

- マルフォイ家
  - ドラコ・マルフォイの出身家系。中世フランスに起源を持つ家系であり、ウィルトシャー州にある地方領主たちから没収した一等地の豪邸に代々住んでいる。現在は純血主義に傾倒しているが、かつてはマグルと癒着していた時期もあった。

- ヤックスリー家
  - 該当者はコーバン・ヤックスリー。

- レストレンジ家
  - ベラトリックス・レストレンジの嫁ぎ先の家系。出身者はリタ・レストレンジ、ロドルファス・レストレンジが該当。フランス魔法界の旧家で、純血思想に加え男尊女卑の思想を持つ。

- ロウル家
  - 該当者はソーフィン・ロウル。

- ロジエール家
  - 該当者はエバン・ロジエール、および「ホグワーツの謎」に登場するフェリックス・ロジエール。

- ロングボトム家
  - ネビル・ロングボトムの出身家系。魔法界でも、最古の純血家系のひとつ。

なお、ポッター家については、ポッターという姓がマグルにもありふれたものであるうえ、ハリーの曽祖父ヘンリー・ポッターが第一次世界大戦期（第一次魔法戦争）にマグルの保護を訴えて魔法省と対立したことにより、リストから除外された。しかし、ブラック家出身のドレア・ブラックがポッター家に嫁いだ際、ブラック家の家系図から抹消されなかったことから、ポッター家もまた純血であったと推定される。

半純血 (half-blood)
マグル生まれではないが、マグルの血が混ざっている魔法族。「半｣という語が含まれるが、かならずしも魔法族とマグルの血を半分受け継いでいるということを意味しない。厳密には混血。
半純血の魔法族には大きく分けて5種類あり、1つ目はハリー・ポッターやニンファドーラ・トンクスのように「純血の魔法族とマグル生まれの魔法族の間に生まれた魔法族」、2つ目はヴォルデモートやセブルス・スネイプのように「純血の魔法族と（魔力を持たない）マグルの間に生まれた魔法族」、3つ目はアルバス・セブルス・ポッターやテディ・ルーピンのように「片親もしくは両親が半純血の魔法族」、4つ目は「ホグワーツの謎｣のヘイウッド姉妹のように「マグル生まれとマグルの間に生まれた魔法族｣である。
マグル生まれ
マグルを両親に持つ魔法族。
突然変異で魔法力を有した存在。そのため、同じ親から生まれた兄弟姉妹であっても、魔法力を持つ者と持たない者が誕生するケースと、ともに魔法力を有するケースがある。またはスクイブが家系におり隔世遺伝で生まれる場合がある。
純血主義者は、マグルやマグル生まれの魔法族を「穢れた血」 (mud-blood) と呼び、侮蔑している。
スクイブ
魔法使いや魔女を親に持ちながら魔法を使えない人物の総称。これは優性の法則上いくらかの確率で発生する劣性遺伝が表現化した者で、祖先のマグル遺伝子を持って誕生した結果である。しかし、遺伝上彼らの次世代に魔法使いが普通に誕生するので、普通に魔法族と結婚している（なかにはマグルと婚姻するケースもある）。スクイブの次世代に魔法族が誕生する比率は確率計算上「魔法を発現する遺伝子」がその血統内にどれだけいるかで決まる。
スクイブは杖の所持と魔法の使用を禁じられており、そのため魔法学校に入学することはできないが、魔法界ではスクイブ専用の教育・勤務機関があるため、決して冷遇されるわけではない。
魔法使いや魔女であっても、魔法の腕が芳しくない者に対して「スクイブ」という言葉が使われることがある。第2巻『秘密の部屋』ではネビル・ロングボトムが自身をスクイブと自嘲し、第6巻『謎のプリンス』ではメローピー・ゴーントは家族にスクイブ扱いされる。また第7巻『死の秘宝』ではミュリエルやリータ・スキーターが、魔法学校にも通わず人前にも姿を現さなかったアリアナ・ダンブルドアをスクイブだと思っていた。
作中では、ホグワーツの管理人であるアーガス・フィルチや、不死鳥の騎士団の協力者であるアラベラ・フィッグらが該当する。
半人間(part-human)
人間以外の生き物の血を引く人間。ルビウス・ハグリッドやフラー・デラクールはそのなかでもそれぞれ半巨人、クォーターヴィーラに分類される。雑種(half-breed)という呼び方のほうが一般的だが、こちらは侮蔑的なニュアンスも含む。
マグル
非魔法族、いわゆる「普通の人間」のこと。17世紀ごろには魔法族と彼らの関係は著しく悪化し、そのため魔法族は国際魔法機密保持法を制定し、マグルから魔法の存在を隠すようになった。この隠蔽が功を奏し、マグルの大半は魔法、魔法族の存在をまったく信じていない状態である。例外的にロンドンの「マグルの首相」のように仕事先や、グレンジャー夫妻やペチュニア・ダーズリーのように血縁に魔法使いがいる者などはその存在を知るが、あくまで少数であり他人にそれを話したとしてもまず信用されない。それにもかかわらず魔法界が魔法の隠蔽に躍起になるのは、ときおり魔法の実在を確信する者もおり、彼らに魔法の存在を吹聴・証明されれば魔法の存在を信じる者が多数を占めかねないため、それによる新たな魔女狩りや純血主義者たちの暴走を避けたという理由もある。1920年代に北アメリカで活動していた過激派魔法排斥団体「新セーレム救世軍 (New Salem Philanthropic Society) 」、彼らに協力していた記者のラングドン・ショーなどはこれにあたるといわれている。
マグルとの関係は魔法界にとって大きなテーマで、「マグル避け呪文」があったり、第1巻『賢者の石』ではルビウス・ハグリッドがハリー・ポッターに「魔法省の一番大切な仕事は、魔法使いを隠しておくことだ」と説明する。
歴史的対立により、マグルを敵視する時代があった。しかし現代の魔法界では公式にはマグル出身者や半純血を差別することは禁止されており、恥ずべきこととしている。サラザール・スリザリンを除くホグワーツ魔法魔術学校の創設者や、アルバス・ダンブルドアは「マグル出身者でも魔力を示せば、魔法教育を受けられる」という考えを持ち、ダームストラング専門学校を除くすべての魔法学校で学生が制度として差別されることはない。
しかし、なかには伝統ある魔法族の血を重視し、マグル出身の魔法使いや魔女（ハーマイオニー・グレンジャーなど）を「穢れた血」と見なす、いわゆる「純血主義者」がスリザリン寮出身の者をはじめ根強く残っている。ただスリザリン寮もマグル出身者や半純血を公的に拒絶することはできないので、同寮にもこの種の生徒たちがそれなりに存在している。
1920年代の北アメリカではノー・マジと呼ばれていた（『ファンタスティック・ビースト』）。
日本語において「人間」と訳されることがあるが、魔法族もまた人間であるため、この訳語は不適切である。

## 魔法界
魔法族が形成する社会。

### 魔法学校
本作の舞台となるホグワーツ魔法魔術学校を含め、国際魔法使い連盟によって登録済の魔法学校は11校存在する。連盟に登録されていない小規模で規制の甘い学校も世界には存在する。
ホグワーツ魔法魔術学校
イギリスに存在する魔法魔術学校。

ダームストラング専門学校
ノルウェーもしくはスウェーデンの最北端に存在する魔法魔術学校で、ビクトール・クラムの出身校。全魔法学校でもっとも悪い評判を呼んだとされる。その理由は2代目校長のハーファング・ムンターが決闘や戦闘魔術で定評のある学校に仕立て上げたこと、元死喰い人のイゴール・カルカロフが校長に就いたこと、そしてゲラート・グリンデルバルドを輩出したためとされる。
ボーバトン魔法アカデミー
フランスのピレネー山脈に存在する魔法学校で、フラー・デラクールの出身校。著名な卒業生にニコラス・フラメルがいる。
魔法処（マホウトコロ）
日本の南硫黄島に存在する魔法学校で、全魔法学校のなかでもっとも生徒数が少ない。生徒は7歳から通いはじめるが、入寮できるのは11歳からのため、それまではウミツバメに乗って通学する。
すぐ近くにマグルの航空隊が基地を構えているため鉢合わせしないように飛ぶ必要があり、日本のクィディッチチームが優れた技術を持つ理由の一つとなっている。
ワガドゥー
ウガンダの月の山脈に存在する魔法学校で、全魔法学校のなかでもっとも大きい。卒業生はとくに天文学、錬金術、変身術に精通している。
カステロブルーショ
ブラジルの熱帯雨林奥地に存在する魔法学校。卒業生はとくに薬草学と魔法動物学に精通している。
イルヴァーモーニー魔法魔術学校
アメリカのグレイロック山の山頂に存在する魔法学校。創立者のイゾルトがスリザリンの子孫であることもあり、ホグワーツ同様入学時に4つの寮（ワンプス、パクワジ、サンダーバード、角蛇）のいずれかに分けられる点など、ホグワーツからの影響が散見される。

Koldovstoretz
ロシアにある魔法学校。校名の公式な邦訳は不明。

### 通貨
イギリス国内の通貨としては3種類の硬貨が使用されている。
かなり複雑な単位体系を持つが、魔法族は複雑な計算を厭わない(魔法で計算を行える)ため煩雑さが問題にはなることはない。
クヌート
銅貨。マグル界の通貨に換算すると、イギリスでは約1ペンス、日本では約2円。
シックル
銀貨。1シックルは29クヌートである。マグル界の通貨に換算すると、イギリスでは約30ペンス、日本では約64円。
ガリオン
金貨。1ガリオンは17シックルであり、493クヌートである。マグル界の通貨に換算すると、イギリスでは約5ポンド12ペンス、日本では約870円。

### 職業
ドラゴン使い (Dragon Keeper)
ドラゴンの研究を行なう。とても危険な仕事。
癒者 / ヒーラー (Healer)
いわゆる「医者（ヒーラー）」。「癒術 (Healing) 」を用いて、患者を治療（ヒーリング）する。研修中の者は、研修癒 (Trainee Healer) 。主に聖マンゴ魔法疾患傷害病院に多くのヒーラーが勤めている。
魔法大臣 (Minister of Magic)
いわゆる首相に相当。マグルの首相 (the Prime Minister of Muggles) の執務室の肖像画を通じ、必要に応じて協力や警告をする。
魔法省職員

いわゆる国家公務員に相当。
闇祓い / オーラー (Auror)
魔法法執行部に所属する、闇魔術捜査官。魔法界では最難関の職業であり、採用者0の年度も多い。採用後3年間の専門訓練を経て、正式な資格を有する。
語源は、ラテン語で曙・夜明けを意味するaurora。
忘却術士 (Obliviator)
魔法事故惨事部に所属する。マグルが魔法界の存在に気付いた場合、そのマグルの記憶を改竄する。

ガード魔ン (watchwizard)
守衛。
スポークス魔ン (spokeswizard)
スポークスマン。
歌手 (singing sorceress)
セレスティナ・ワーベックは人気の魔女歌手。ほかにも妖女シスターズという人気バンドがある。

### 称号
マーリン勲章 (Order of Merlin)
英国魔法界に多大な貢献のあった人物に授与される。少なくとも、勲1 - 3等まで存在。英国史上に名を残す、（作中では実在の）魔法使いマーリンに由来。
魔法戦士 (Warlock)
「魔法使い」より古くからある語で、作中の時代では、英国の「騎士」同様に称号として用いられる。

### クィディッチ

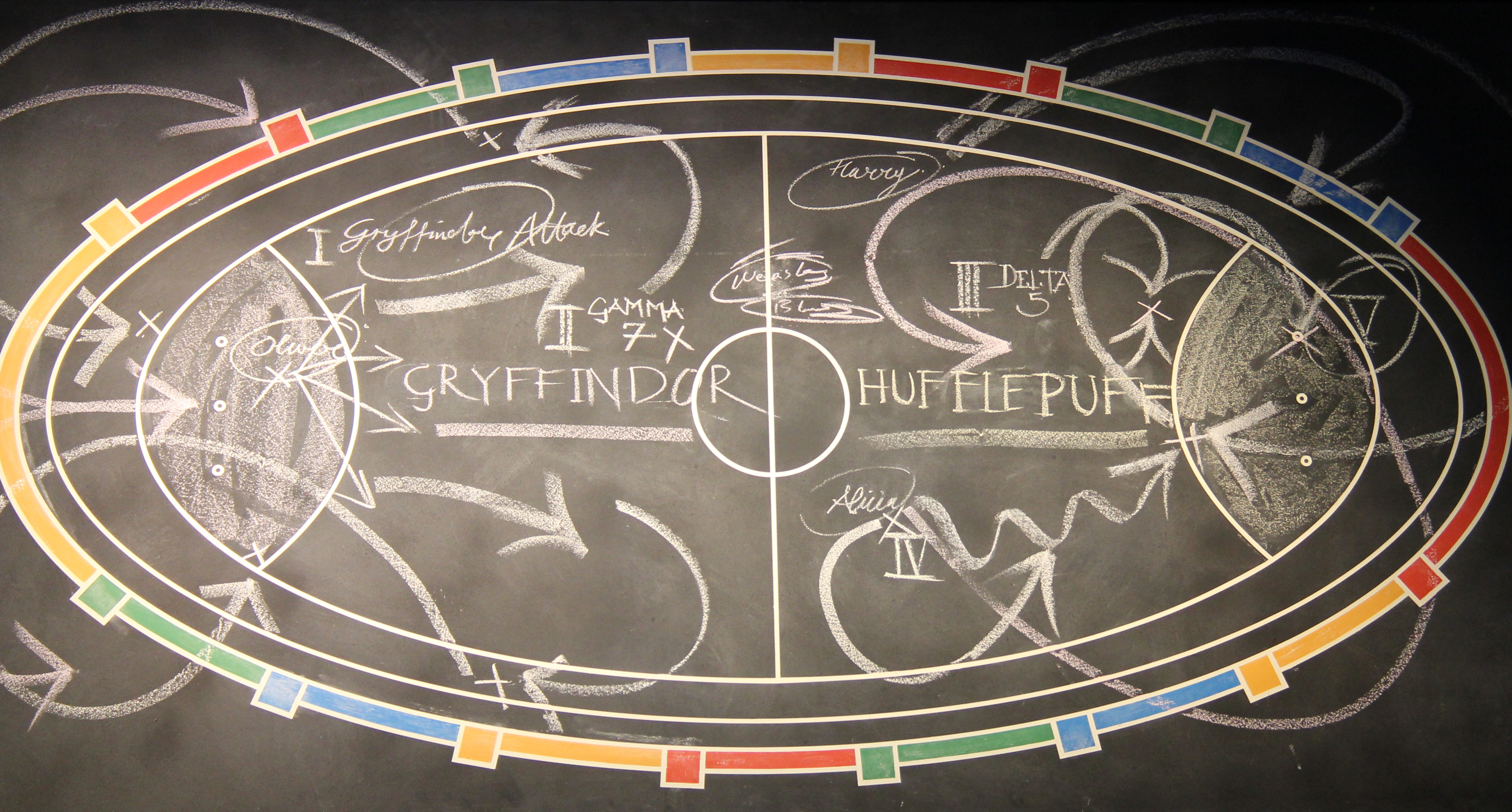
映画プロップ（ワーナーブラザース スタジオツアーロンドン-メイキング・オブ・ハリー・ポッター）

英国発祥で、世界的人気を有するスポーツ。ワールドカップも開催される。2チームに分かれ、所定の球をゴールに投入して得点を競う、現実世界におけるバスケットボールやサッカーなどに似た球技。
クォドポット
クィディッチから派生し、18世紀にアメリカで生まれたスポーツ。アメリカではクィディッチより人気があり、南米でも人気が高い。2チームに分かれて箒に乗り、爆発特性を持つクォドというボールを投げ合い、爆発する前に競技場の端にあるポットに入れることで得点を得る。選手が持っていた際にクォドが爆発した場合、その選手は退場となる。

### 行事
三大魔法学校対抗試合 / 三校対抗試合 / トライウィザード・トーナメント
約700年前（13世紀頃）より開催。ホグワーツ魔法魔術学校、ダームストラング専門学校、ボーバトン魔法アカデミーの三校から、代表選手1名ずつが魔法技術を競いあう。若い魔法使いの国際交流も兼ねて行われていたが、死者が多発したため中止となった。1994年度に久々に開催される。

### ゲーム
ゴブストーン (Gobstones)
空中で行なうおはじき遊び。失点するたびに石が一斉に負けたプレイヤーの顔めがけて嫌な匂いのする液体を吹きかける。
チェス
魔法界のチェスでは、プレイヤーの指示に合わせて駒が自分で移動する。また駒が取れる場合、本物の戦争さながらにその駒を破壊したり、盤上から引きずり下ろしたりする。ハーマイオニーは「破壊駒」は卑怯と評する。
ただしプレイヤーが初心者、または駒の持ち主ではない場合、駒はプレイヤーの指示に従わないこともある。また、ロンの駒をハリーが「挑発」して取ろうとする場面もある。
爆発スナップ (Exploding Snap)
魔法界のカードゲーム。なお、「スナップ」というトランプゲームは実在する。このカードを使ってピラミッドを作ると、いつ爆発するか分からないので、マグルのカードでつくるよりスリルがある。

### 飲み物
バタービール
子供でも飲める、泡立った温かく甘いビール。微量のアルコールが含まれている
かぼちゃジュース
魔法界では一般的な飲み物で、ハリーたちはホグワーツ特急のなかやホグワーツでの食事のときによく飲む。なお、かぼちゃジュースと前述のバタービールは実際に商品化されている。
ファイア・ウィスキー
喉が焼けるようなウィスキー。ギルデロイ・ロックハートは、オグデンのオールド・ファイア・ウィスキーは誕生日の贈り物として断らないと話す。
イラクサ酒
スネイプの論理パズルで登場する。映画には未登場。
オーク樽熟成蜂蜜酒
ホラス・スラグホーンの好物である蜂蜜酒。
しもべ妖精醸造ワイン
ウィンキーがクラウチ家を解雇された後に、ホグワーツ城で飲んだくれていたのがこのワインだと思われるが、はっきりとは描写されていない。

### 菓子
蛙チョコレート
名前のとおりカエルの形をしていて、アマガエル程度の大きさのチョコレートが、手のひらサイズの五角形の紙製の箱に1つ入っている。魔法族の子供のあいだでは一般的かつ人気のある菓子である。魔法の力でまるで生きているように動き回り、ジャンプもする。うっかり逃がすと食べそこなうこともあるが、食べればただのチョコレートである。
蛙チョコレートには1個につき1枚、有名な魔女・魔法使いのカードがおまけでついていて、古今東西の有名な魔法使いの写真またはイラストと、その簡単な経歴が記されている。写真やイラストは、肖像画と同じように動く。
ロン・ウィーズリーはカードを約500枚集めるほどの収集家であり、寮の掲示板には「蛙チョコレート交換会」の告知が出されており、魔法族の子供たちに人気で、競って集められている。存在が発表されているカードは以下のとおり。
- キルケ
- プトレマイオス
- マーリン
- モルガナ
- ウッドクロフトのヘンギスト
- ドルイドのクリオドナ
- アルベリック・グラニオン
- パラセルサス
- コーネリアス･アグリッパ
- アルバス・ダンブルドア

バーティ・ボッツの百味ビーンズ
見た目はゼリービーンズに似ていて、空豆ほどの大きさのものがランダムに袋詰めされて販売されている。魔法族の子供のあいだでは一般的かつ人気のあるお菓子である。百味というだけあって風味は何でもありで、子供が好みそうな果物系の味から、この菓子ならではの珍しい風味（なかには「食べたくない風味」も含まれる）までさまざまで、以下の風味の存在が発表されている。★マークは現実で商品化された製品に存在する味であることを示す。
- チョコ味
- ペパーミント味
- ハッカ味
- マーマレード味
- イチゴ味
- ココナッツ味
- コーヒー味
- 煎り豆味
- ★黒コショウ味
- ホウレンソウ味
- 芽キャベツ味
- トースト味
- カレー味
- イワシ味
- ★草味
- レバー味
- 臓物味
- ★石鹸味
- ★鼻くそ味
- ★耳あか味
- ★ゲロ味
- 犬のヨダレ味
- ★土の味
- スイカの皮味
- ★ミミズ味
- ★シナモン味
- ★チェリー味
- ★綿菓子味
- ★ブルーベリー味
- ★バナナ味
- ★青リンゴ味
- ★マシュマロ味
- ★腐った卵味
- ★ソーセージ味
- ★レモン味
- ★砂糖漬け果物味
- ★スイカ味

必ず味に関連した色をしているため、味の推測はある程度可能ではあるが、似た色なのにまったく味が違う場合も少なくない。
アルバス・ダンブルドアは、若いころにいきなりゲロ味を食べ、以降百味ビーンズが嫌いになったというエピソードがある。ダンブルドアは第1巻終盤でハリーを見舞った際、たまたま目にとまった百味ビーンズを久し振りに口にして、またしてもたった一粒目で、耳くそ味を引き当てる。
なお、百味ビーンズと前述の蛙チョコレートは、実際に商品化された。
大鍋ケーキ / 魔女鍋スポンジケーキ
ホグワーツ特急の車内販売でハリーが買うケーキ。第1巻では大鍋ケーキ、第3巻『アズカバンの囚人』以降は魔女鍋スポンジケーキと訳されている。
杖型甘草飴
車内販売で売られている飴。
ロックケーキ
ハグリッドが出す歯が折れるほど固いケーキ。
大鍋チョコレート
ロミルダ・ベインが惚れ薬を仕込んでハリーに贈るが、そうとは知らずロンが食べるチョコレート。

#### ハニーデュークスの菓子
ナメクジゼリー
ハニーデュークスで売っている菓子。
フィフィ・フィズビー
舐めているあいだ、地上から数センチ浮き上がる炭酸入りキャンディ。
ドルーブルの風船ガム
部屋中に紫色の風船が何個も広がり、何日もはじけずに膨れっぱなしの状態でいるガム。
ブルブル・マウス
食べると歯がガチガチ、キーキー鳴る。
ハエ型ヌガー
スキャバーズの好物だったらしい。
ヒキガエル型ペパーミント
食べると胃のなかで本物そっくりに跳ぶ。
砂糖羽ペン
羽ペン型の甘い菓子。授業中に舐めていても先生には気づかれない。デラックス砂糖羽根ペンは何時間も持つ。
綿飴羽ペン
脆い。
血の味がするペロペロ・キャンディ
ハーマイオニーは吸血鬼用だろうと言う。
すっぱいペロペロ酸飴
ロンは7歳のときフレッドにこの飴をもらい、酸で舌に穴が開いた（第4巻『炎のゴブレット』）。
黒胡椒キャンディ
豆粒サイズで、食べると口から火が出る。
激辛ペッパー
食べると口から煙が出る。
爆発ボンボン
ハニーデュークスで売っている菓子。
ゴキブリ・ゴソゴソ豆板
ダンブルドアが校長室の合言葉にする。
ゴキブリの味がする菓子で、『ファンタスティック・ビーストとダンブルドアの秘密』でジェイコブ・コワルスキーがホグワーツ魔法魔術学校の大広間でニュート・スキャマンダーとテセウス・スキャマンダーと合流する前にスリザリンの生徒から悪ふざけでもらって、食べた直後にニュートからゴキブリ味の菓子だと聞かされて捨てるという一幕がある。
歯みがき糸楊枝型ミント菓子
ハーマイオニーが歯科医の両親へプレゼントしたらしい。

### 文学
吟遊詩人ビードルの物語 (The Tales of Beedle the Bard)

魔法族にはポピュラーな童話。

## 能力

### 特殊能力
七変化
身体の形状、肌・髪の色、外見的年齢など、杖や魔法薬によらず、姿形を完全に変えることができる者を指す。変化能力は先天的なもので、後天的には習得できない。作中ではニンファドーラ・トンクスがこの能力を有しており、息子のテッドにも遺伝する。
動物もどき / アニメーガス
動物に変身できる能力を有する者を指す。後天的に習得できるが、容易ではない。
この能力を持つ者は、特定の動物に好きなときに変身することができる。習得の際どの動物かは選ぶことはできず、当人の資質にもっともふさわしいものに姿を変えることとなる。この能力を身につけるのは非常に難しく、ホグワーツのなかで抜きん出て優秀だったジェームズ・ポッターとシリウス・ブラックですら3年を費やしたほどである。
危険性が高いことと、能力が悪用されるのを防ぐため、魔法省が厳しくその動向を監視しており、「動物もどき」は名称やその特徴を記した登録簿が作成されている。20世紀中に魔法省に登録された動物もどきは7名しか存在しない。しかし前述のジェームズやシリウスのような、魔法省に登録されていない者も存在する。
動物に姿を変えているあいだ、人間としての思考は保持されるが、言語能力は保持されない。また複雑な感情は抑制され、吸魂鬼が感情を吸い取れなくなる。形態を変化させる際に、杖はとくに必要ない。
なお、変身術によって動物に姿を変えたり変えられた場合は、思考は保持されず（自分が人間/魔法使いであることを忘れている）、自分で姿を戻すこともできない。元の姿に戻るためには誰かに術を解いてもらわなければならない。
作中では、ミネルバ・マクゴナガルがトラ猫に変身して不死鳥の騎士団の活動を行なうほか、リータ・スキーターは非合法の動物もどきで、コガネムシに変身して違法な取材を行う。また、ジェームズ・ポッターとシリウス・ブラック、ピーター・ペティグリューは、狼男であるリーマス・ルーピンのために動物もどきを習得した。ジェームズ・ポッターは牡鹿に、シリウス・ブラックは黒い犬、ピーター・ペティグリューはねずみに変身した。
オブスキュラス
「魔法ワールド」に登場する闇の力で、虐待などによって魔法力を抑制された魔法族の子供の中に宿る。非常に不安定かつ破壊的な力で、一度溢れ出すと宿主の意志に反して暴れる。また、オブスキュラスが宿った幼い魔法使い・魔女たちはオブスキュリアルと呼ばれ、その力に蝕まれて一般的に早くに亡くなっており、ニュート・スキャマンダーは『ファンタスティック・ビーストと魔法使いの旅』でクリーデンス・ベアボーンと出会うまで、十歳以上生きた例を見たことがないと作中で語る。
『ファンタスティック・ビーストとダンブルドアの秘密』でクリーデンス・ベアボーンだけでなく、彼の叔母であるアリアナ・ダンブルドアもオブスキュラスを宿していたことが兄のアルバス・ダンブルドアによって語られる。

### 言語
ゴブリディグック (Gobbledegook)
ゴブリンの言語。
トロール語 (Troll)
トロールの言語。
パーセルタング (Parseltongue)
蛇語。蛇が話す言葉。理解できる者はまれで、パーセルマウス (Parselmouth) と呼ばれる。先天的なパーセルマウスも存在する。物語でパーセルタングを話せるのはサラザール・スリザリンと、その子孫であるヴォルデモート、マールヴォロ・ゴーント、モーフィン・ゴーント、メローピー・ゴーント、そしてハリー・ポッター。ハリーがパーセルタングを話せるのは、ゴドリックの谷でヴォルデモートが赤子のハリーを殺そうとした際に、死の呪いを撥ね返されて飛び散ったヴォルデモートの魂の一部がハリーの魂に付着したためである。
マーミッシュ(Mermish)
マーピープル語。水中では英語も話せるが、陸上ではマーミッシュしか話せない。アルバス・ダンブルドアも話せる。
第4巻で、三大魔法学校対抗試合の第二の課題で水中人の長のマーカスが、ハリーが時間切れになった理由をマーミッシュでダンブルドアに説明する。

## 魔法薬
ポリジュース薬
飲むと他人に変身することができる。
フルーパウダー
暖炉に振りかけることで、暖炉を通して別の場所へ移動できるようになる
発音はしっかりと言わないといけない。

## 道具

### キーアイテム
賢者の石
錬金術師ニコラス・フラメルとアルバス・ダンブルドアの協同開発により発明された、あらゆる金属を黄金に変える石。血のように真っ赤な色をしている。不老不死の薬「命の水」の材料でもある。
逆転時計 / タイムターナー
ハーマイオニーが3年生のとき、全科目履修のために使用する魔法道具。彼女が使用するものは砂時計の形をしており、1度ひっくり返すごとに1時間前に戻る。ミネルバ・マクゴナガルが誓約書を書くなどして苦労のすえにようやくひとつ入手でき、魔法省によって厳重に管理されている。その後、ハーマイオニーが数科目の履修を中止したため、逆転時計は魔法省に返却される。
在庫は魔法省神秘部の「時の間」に保存されていたが、神秘部の戦いにて逆転時計の在庫がすべて破壊されたとされる。だが第8巻『呪いの子』で、セオドール・ノットが所持していたことが判明し、これが新たな事件の引き金となる。
ハーマイオニーは、マクゴナガルから「何人もの魔法使いが、過去または未来の自分自身を殺した」という説明を受けており、目撃された場合の混乱を防ぐため、過去にさかのぼった際には、姿を見られないよう注意しなければならない。
分霊箱 / ホークラックス
Horcruxは、フランス語の「dehors」（＝英：outside、外）と、「crux」（英語：要点、ラテン語：責め苦）を由来とする造語である。したがって、魔術を用いた人物の重要な部分（＝魂）を苦しみとともに外へ出す、という意味になる。日本語表記は「分霊箱」。
魂を分割し、その断片をなんらかの物に隠す魔法、またはその魂を隠した物。魂を隠す物は物質でも生物でもよく、形状や大きさを問わない。分霊箱に納められた魂の断片は、魂をこの世に繋ぎとめる役割を持ち、本来の肉体と肉体に宿る魂が破壊されても、ほかの魂の断片を納めた分霊箱が存在する限り、その者が本当の意味で死んだことにはならない。分割された魂がすべて滅ぼされた状態で本体が肉体的な死を迎えると、魔法を講じた者は死滅する。
他者を殺害すると自分の魂が引き裂かれることを利用するため、分霊箱を作成する際には生け贄として他者を魔法で殺害する必要がある。また、何度も他者を殺害するなどして魂が非常に不安定な状態にある場合、本人が気付かないうちに魂が引き裂かれ、意図せずに分霊箱が作成される例もある（後述）。作中のホラス・スラグホーンの発言では、引き裂いた魂を魔法器に保存するための呪文もあるようだが、作中では明らかにされていない。他者の命を犧牲にしてみずからの命を補強するという特性から、もっとも邪悪な魔法と見なされ、その存在は一部の者しか知らない。加えて存在を知る者でも、この魔法の真の「意味」や具体的な方法を知る者はきわめて少なく、ホグワーツ魔法魔術学校ではホークラックスや分霊箱の名を口に出すことすら強く禁じられている。スラグホーンは過去に、ホグワーツの図書室で分霊箱に関して微塵でも記述がある本を探すだけでも骨だと語っており、図書室を長年利用しているハーマイオニー・グレンジャーでさえ、「魔法の中で最も邪悪な発明。人はそれを説きもせず語りもしない」という一文が記載された本を一冊見つけるのが限界である。
分霊箱は強力な魔法特性を持った物でしか破壊できず、作中で用いられる破壊手段は「バジリスクの毒」「グリフィンドールの剣」「悪霊の火」「ニワトコの杖」の4つで、このうちグリフィンドールの剣については、ハリーがバジリスクと対決した際に、素材であるゴブリンの銀がバジリスクの毒を吸収したことで分霊箱の破壊が可能となる。また、破壊されると魂を分割した本人は気付くようであるが、作中ではヴォルデモートが分霊箱の破壊に気付く描写はなく、「リドルの日記」が破壊されたことにもルシウス・マルフォイの口から聞くまで知らなかった。
また、人の心を支配する力があり、魂が保存された物に執着心を持った人間を操ったり、持つ者につねに不快な感情を与えたりする。
分霊箱を作った魔法使いが肉体を滅ぼされた場合は、ゴーストとも生命体とも呼べないほど弱い霞のような存在となり、肉体を得るにはなんらかの蘇生魔法を使う必要がある。
ヴォルデモートの分霊箱
ヴォルデモートはより確実な安全のために複数回の分霊箱作成を行なっている。また7という数字が作品世界では一番強い魔法数字とされるため、6回の分割を経ることで、自身の肉体に残る1つの魂と6つの分霊箱の7つに自身の魂が分割されれば、より強力な存在になれるのではないかと考えた。そして1943年6月13日、16歳の時に1回目の分霊箱作成を行い、その後も順次作成し、魂を6つに分割していった。
作中で分霊箱を使用するのはヴォルデモートのみだが、3つ以上に魂を引き裂いた人物は魔法界の歴史においてもほかに存在しないだろうとされ、アルバス・ダンブルドアは、ヴォルデモートが人間離れした容姿に変貌していったのは魂を引き裂いた結果であると推測する。
ヴォルデモートは6つ目の品を得るまえ、1981年10月31日のポッター家襲撃で肉体を失っており、6回目の分霊箱作成を行なうのは仮の肉体を得た1994年夏のことである。その後、1995年6月24日に肉体も復活する。なお、その時点ではひとつ目の分霊箱がすでに破壊されていたほか、本人が意図せずに作成した分霊箱も存在する。
ヴォルデモートには幼少のころから「戦利品」を収集する癖があり、自分の魂を入れるのはそれ相応の器でなければならないと考えた。そこで、自分の名誉にふさわしい、魔法に関して由緒ある品物を分霊箱として選んだ。
トム・マールヴォロ・リドルの日記
黒い表紙の薄くて小さい日記帳。16歳当時のリドル（ヴォルデモート）の記憶が保存されている。
リドルが学生時代にロンドンの書店で購入している。1943年6月13日にレイブンクロー生のマートル・エリザベス・ワレン（死後はゴーストの嘆きのマートル）を生贄に分霊箱にされた。
ヴォルデモートがポッター家を襲撃するまえにルシウス・マルフォイに預けたが、この日記帳が分霊箱であると知らなかったルシウスは、私的な目的でこの日記帳を使い、「秘密の部屋」事件を引き起こす（第2巻）。
第2巻終盤でハリーがバジリスクの牙で日記帳を破壊したことで、日記帳に宿っていた魂も消滅する。
マールヴォロ・ゴーントの指輪
「死の秘宝」のひとつである「蘇りの石」が埋め込まれた金の指輪。
ヴォルデモートの母方の実家にして、「蘇りの石」の製作者カドマス・ペベレルの末裔であるゴーント家に代々受け継がれてきたもので、のちにマールヴォロ・ゴーントから息子のモーフィン・ゴーントに受け継がれた。自身の出自を突き止めたリドルが、1943年にゴーント家を訪れた際にモーフィンから指輪を奪取。その後、トム・リドル・シニアを生贄に分霊箱にされた。分霊箱にされた当初は、リドルが自分の指にはめて持ち歩いていた。のちに、モーフィンがリドル一家殺害の罪でアズカバンに投獄されて無人となったゴーント家に隠された。
第6巻で、ダンブルドアがゴーント家の廃屋を訪れた際に指輪を発見し、グリフィンドールの剣を使って破壊する。
ヴォルデモートの手によって指輪には強力な呪いがかけられており、ダンブルドアは埋め込まれた蘇りの石で今は亡きアリアナに再会しようと指輪に触れ、寿命が残り一年になる。
サラザール・スリザリンのロケット
緑色の宝石がS形に埋め込まれている金のロケットペンダント。スリザリンゆかりの品で、パーセルタング（蛇語）を使用しなければ開けることができない。
ヴォルデモートの母方の実家にして、スリザリンの末裔であるゴーント家が所有していたが、ヴォルデモートの母親であるメローピー・ゴーントがトム・リドル・シニアと駆け落ちしてゴーント家を出奔した際に持ち出した。その後、トム・リドル・シニアに見捨てられて生活に困窮したメローピーが安値（10ガリオン）でカラクタカス・バークへ売却し、のちにヘプジバ・スミスが購入した。その後、それを知ったトム・マールヴォロ・リドルが彼女を殺害してロケットを奪取し、マグルの旅行者を生贄に分霊箱にされた。
最初はヴォルデモートが幼少期を過ごした孤児院に近い海辺の洞窟にあり、一人前の魔法使いを一人しか乗せない小舟、血をもってしか開けない扉や飲む者に悪夢を見せる毒水、さらに盗んだ者に襲いかかる亡者などの何重もの防御が仕掛けられ、厳重に保管されていた。第6巻でダンブルドアとハリーが奪取に赴くが、そのときにはヴォルデモートを裏切ったレギュラス・ブラックによって偽物にすり替えられていた。本物のロケットはブラック邸にあったが、誰にも気付かれず第5巻で捨てられる。その後、クリーチャーが盗み出して自身の部屋に隠すが、金目の物を探していたマンダンガス・フレッチャーによってふたたび盗まれ、さらに賄賂としてドローレス・アンブリッジの手に渡る。
第7巻でハリーたちが魔法省に侵入してアンブリッジから奪還し、ロンがグリフィンドールの剣で破壊する。
ヘルガ・ハッフルパフのカップ
取っ手が2つ付いた金色のカップ。ハッフルパフゆかりの品で、寮のシンボルである穴熊が刻印されている。
ヘルガの末裔であるヘプジバ・スミスに家宝として受け継がれていたが、スミスのコレクションのひとつだと知ったリドルが、彼女を生贄として殺害し奪取した。分霊箱にされたあとは、ベラトリックス・レストレンジに預けられ、彼女がグリンゴッツ魔法銀行のレストレンジ家の金庫に保管し、盗難除けとして火傷の呪いと双子の呪いという二重の防御を施していた。
第7巻でハリー達がグリンゴッツに侵入して奪還した後、「秘密の部屋」にてロンとハーマイオニーの手でバジリスクの牙を用いて破壊される。
ロウェナ・レイブンクローの髪飾り
黒ずんだ小さな髪飾り（ティアラ）。レイブンクローゆかりの品で、寮のシンボルである鷲・信条が刻まれている。
ロウェナの娘であるヘレナ・レイブンクローが盗み、アルバニアの森に隠していたが、リドルが学生時代にゴースト「灰色のレディ」（死後のヘレナ）からありかを聞き出し、ホグワーツ卒業後にアルバニアを訪れて入手。アルバニアの農民を生贄に分霊箱にされた。1956年ごろの冬、ヴォルデモートがダンブルドアと会合を行うためにホグワーツを訪れた際、「必要の部屋」に隠した。
1998年5月2日のホグワーツの戦いで、ハリーたちが必要の部屋でドラコ・マルフォイやビンセント・クラッブやグレゴリー・ゴイルと交戦になった際、クラッブ（映画版ではゴイル）が使用した「悪霊の火」によって偶然破壊される。映画版ではハリーにバジリスクの牙で叩き壊された後、ロンにより「悪霊の火」のなかに蹴り入れられて破壊される。
ナギニ
ヴォルデモートが飼っている大蛇。性別はメス。
1994年夏、アルバニアの森でバーサ・ジョーキンズを生贄に分霊箱にされた。つねにヴォルデモートの身近に置かれ、彼がほかの分霊箱が破壊されつつあることを知った後は、球形のバリア状の魔法で守られる。
1998年5月2日のホグワーツの戦いで、ネビル・ロングボトムが「組分け帽子」からグリフィンドールの剣を取り出し、守りが解かれていたナギニの首を斬り落として破壊（殺害）する。
ハリー・ポッター
1981年10月31日、ヴォルデモートが当時赤ん坊だったハリーに死の呪文を使った際、リリー・ポッターの愛による防御呪文で呪文を撥ね返された。この時、ヴォルデモート自身に残っていた魂の一部が飛び散ってハリーに引っかかり、ハリーは「ヴォルデモートが意図せずに作った分霊箱」となった。
1998年5月2日のホグワーツの戦いで、ヴォルデモートがハリーに対して「死の呪文」を使うが、ハリーを殺害することはできず、ハリーに残っていたヴォルデモートの魂の一部だけが破壊される結果となる。

### 死の秘宝

死の秘宝のシンボルマークは、3つの秘宝を象徴的に表している。

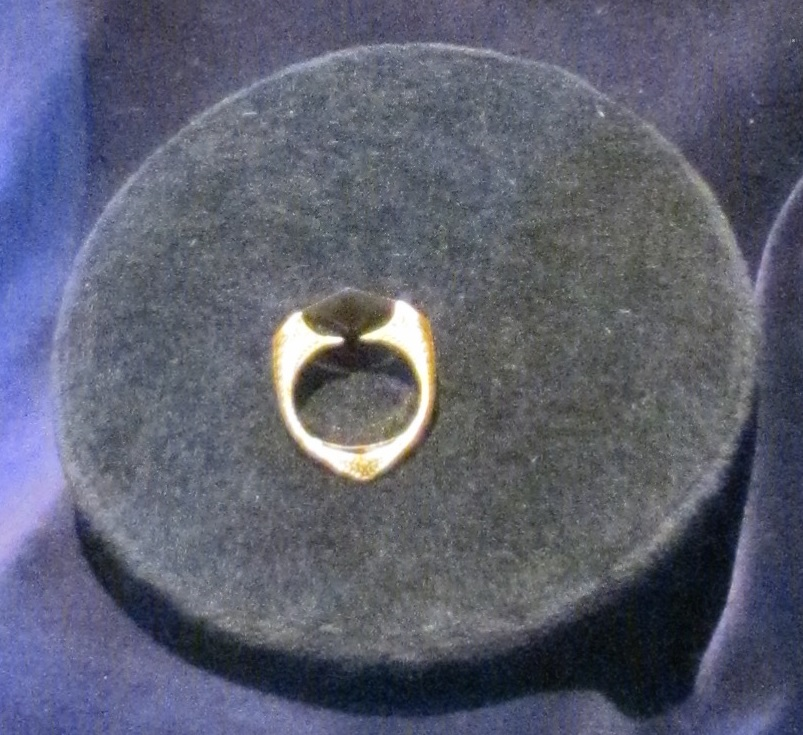
映画プロップ

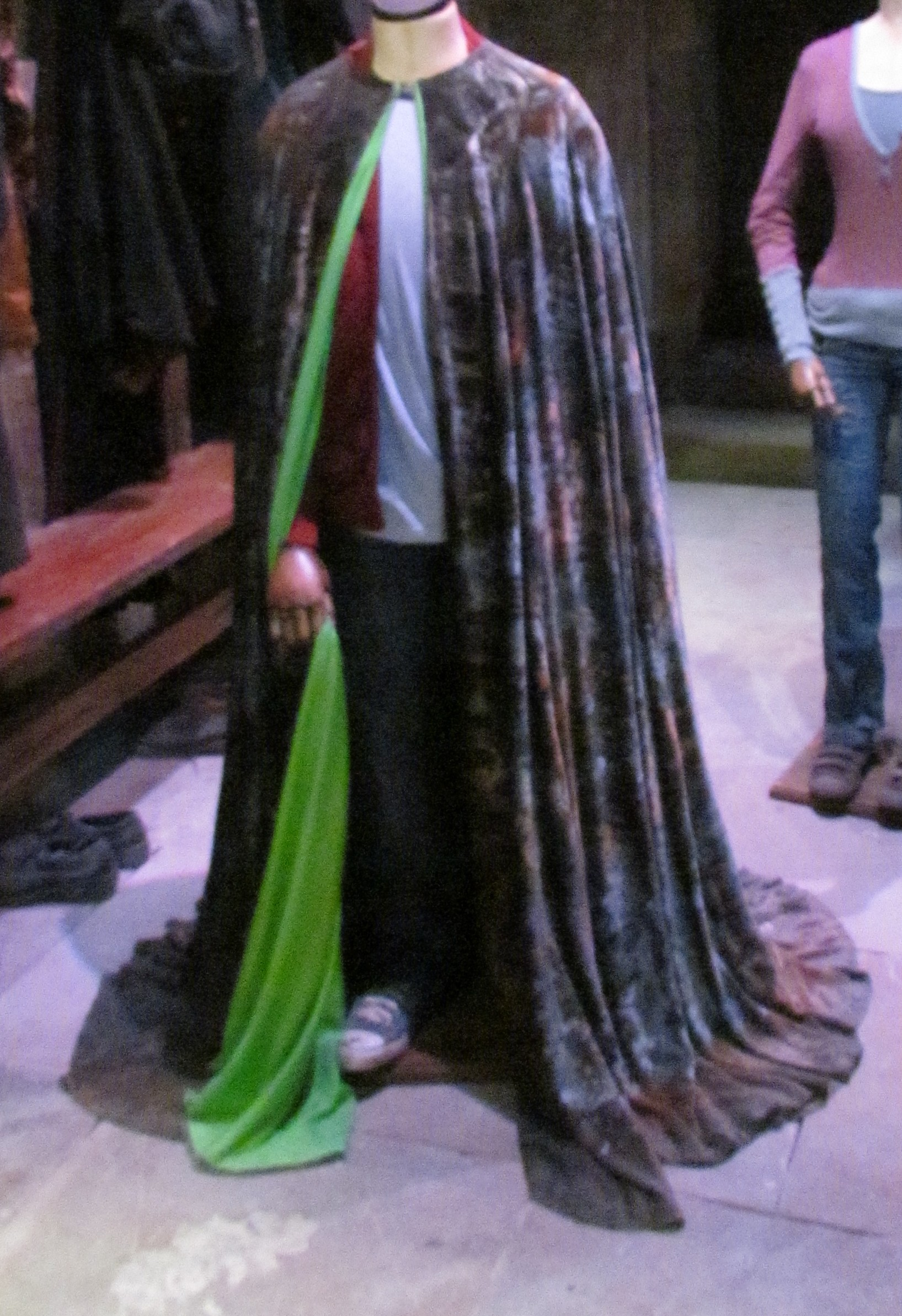
映画プロップ

作中の「吟遊詩人ビードルの物語」内の三人兄弟の物語に登場する、秘宝をすべて手に入れた者は死に打ち克つことができるとされる3つの道具。
シンボルマークは、正三角形に内接する円と、その2つを貫く鉛直な線分を組み合わせた図形。正三角形は「透明マント」を、円は「蘇りの石」を、線分は「ニワトコの杖」をそれぞれ表している。ダームストラング専門学校の壁には、グリンデルバルドが落書きとして彫ったマークが残っている。またゴドリックの谷にあるイグノタス・ペベレルの墓にもマークが彫られている。
ゼノフィリウス・ラブグッドは、このシンボルマークを身に着けた魔法使いは死の秘宝の伝説を信じている者であると語り、ゼノフィリウス自身も、秘宝の信奉者であるという意味を込めてマークを首から下げている。ただし、ゲラート・グリンデルバルドが権勢を誇ったときに、死の秘宝のシンボルマークを誇示したため、魔法界の一部では、このマークはグリンデルバルドの印と見なされている。
アルバス・ダンブルドアも、かつてシンボルマークを自身の署名として使っていた時期がある。しかし、秘宝の探求を止めると決めてからは、マークの使用も止めている。ダンブルドアが遺品としてハーマイオニー・グレンジャーに贈る「吟遊詩人ビードルの物語」の「三人兄弟の物語」の最初のページにもこのマークが印されているが、これはダンブルドアが印したものである。
作中ではダンブルドア、およびハリーが同時ではないが、三つすべてを所有する。ハリーは、ニワトコの杖の忠誠心を獲得した状態で（本体はヴォルデモートが所有）、残りのふたつの本体を所有することになる。

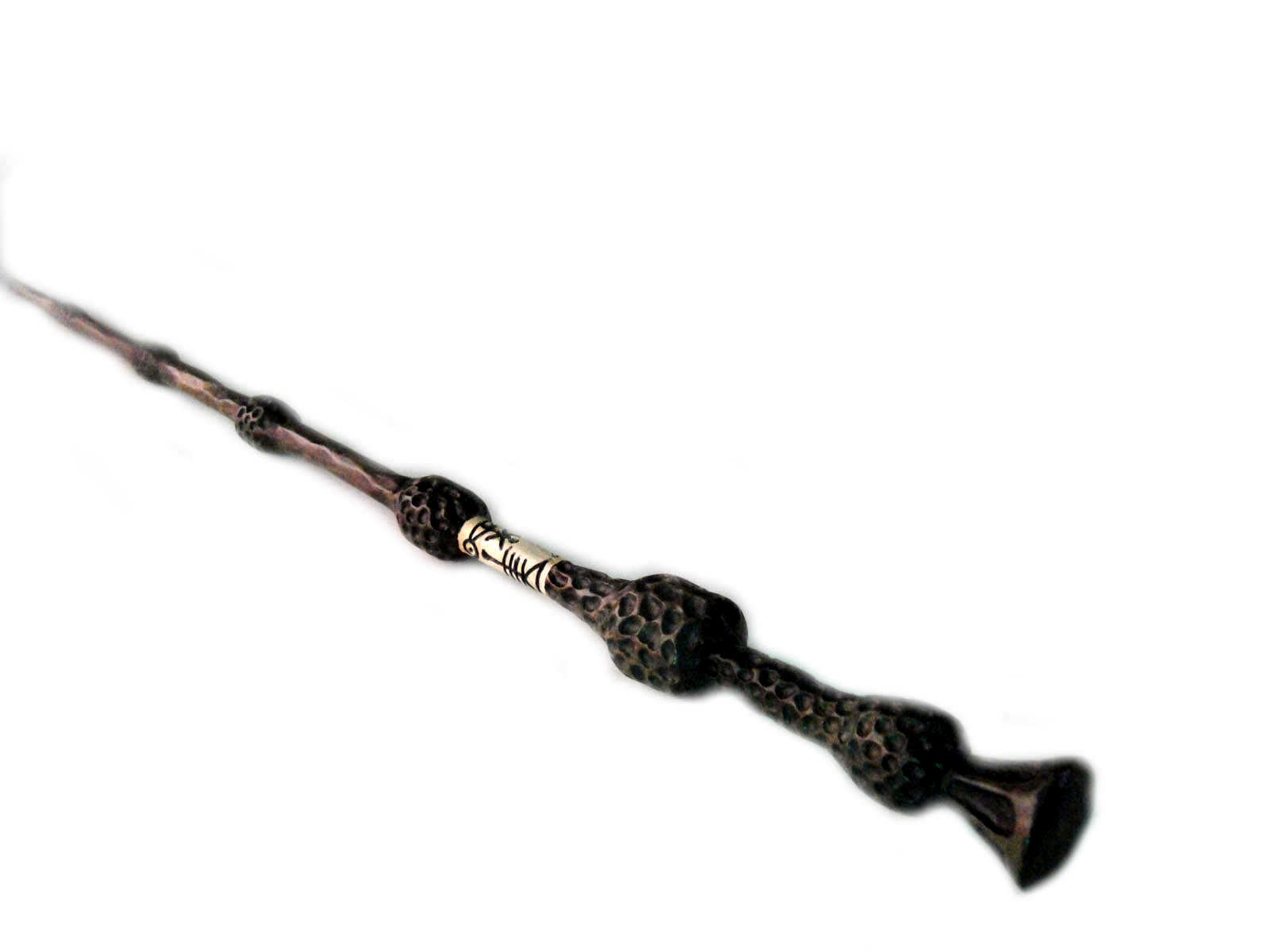
映画プロップ

ニワトコの杖

「Elder Wand」は直訳では「Elder（長老の）Wand（杖）」とも読めるが、実際は「Elder tree（ニワトコの木）」からとっているので、日本語版では「ニワトコ（接骨木）」という訳語が当てられている。「死の杖」「宿命の杖」「不敗の杖」とも形容され、そのあまりに強力な威力ゆえ、魅力に取りつかれる魔法使いが続出し、殺人によって継承されてきたという伝説がある。本体はニワトコの木、杖芯はセストラルの尻尾の毛。この杖を用いて「死の呪い」（アバダ・ケダブラ）を放つことでホークラックスを破壊できる。
作中でオリバンダー老人が語るところによると、すべての杖は持ち主を選び、その持ち主に対し「忠誠心」を持つ（杖の忠誠心を得ていない魔法使いや魔女がその杖を使うと、唱える呪文の威力が弱くなる）。忠誠心は不変ではなく、勝ち取ること（殺害、武装解除、力尽くで奪取など）によって次の持ち主に移る。当然、ニワトコの杖の所有者は常に攻撃を恐れなければならない。
通常の杖は、（材質もよるが）持ち主が変わった場合、新しい持ち主に対する強い忠誠心を持つものの、以前の持ち主への忠誠心も完全には失わない。しかしニワトコの杖は、「新しい持ち主への忠誠心が非常に強く、以前の持ち主への忠誠心を完全になくす」という特徴があり、殺人によって継承されてきたという伝説はここから派生したものである。そのため、忠誠心を得ていないニワトコの杖を使っても通常の杖にも劣る力しか発揮しない。あくまで最強の「杖」であり、本人の魔法の知識や決闘の腕前自体は変わらない。殺人や決闘によって継承されてきた歴史からわかるとおり、ニワトコの杖を用いてなお敗北した魔法使いは数多い。
「吟遊詩人ビードルの物語」に出てくる三兄弟の長男アンチオク・ペベレルが製作した。歴史上でアンチオクの次のニワトコの杖の保持者は悪人エメリックという人物で、その後エメリックは極悪人エグバートという人物との激烈な決闘のすえ敗北し杖を失った。それから1世紀ほどニワトコの杖は確認されなかったが、ゴデロットという闇の魔術の学問の第一人者がニワトコの杖を保持していることがうかがえる。のちにゴデロットはヘレワードという息子に地下牢に閉じ込められて死亡した。ヘレワードのその後はあまり定かではないが、18世紀初頭にバーナバス・デベリルという魔法戦士がニワトコの杖を使ってデベリルが恐ろしい魔法戦士だという評判を打ち立てた。しかしロクシアスという魔法戦士がデベリルを殺し、ニワトコの杖を勝ち取った。ロクシアスのその後については、杖を奪ったと自称する魔法使いが多いため不明。アーカスやリビウスという魔法使い、ロクシアスの実の母までがロクシアスの杖を奪ったと言っている。
ニワトコの杖は長いあいだ行方不明だったが、近年になってブルガリアの杖作りマイキュー・グレゴロビッチが複製しようとして入手した。しかしのちに、グリンデルバルドがグレゴロビッチから杖を盗み出す。1945年、ダンブルドアがグリンデルバルトとの決闘で勝利し、杖を入手。それ以降、ダンブルドアは人々をニワトコの杖から守るために杖の素性を隠しつつ、所持しつづけた。
第6巻終盤でドラコ・マルフォイがダンブルドアの杖を武装解除し、杖の正体を知らないまま忠誠心を得る。その後、ダンブルドアはセブルス・スネイプに殺害され、ニワトコの杖はダンブルドアとともに埋葬される。
第7巻後半でハリー・ポッターが、マルフォイ邸で繰り広げられる死喰い人との戦闘において、ドラコの杖（オリバンダー製）を奪い取る。このとき、杖の忠誠心がドラコからハリーに移動するが、同時にニワトコの杖の忠誠心もハリーに移動する。これにより、ニワトコの杖の真の所有者はハリーとなる。
一方で、ヴォルデモートはニワトコの杖の行方を追い、ダンブルドアの墓を暴いて杖の本体を入手する。しかし杖の真の所有者はハリーだったため威力が低く、ヴォルデモートはその原因を「ダンブルドアを殺害したスネイプが杖の忠誠心を得たから」だと推測し、スネイプを殺害する。しかし実際には、この時点でニワトコの杖の忠誠心を得ていたのは先述どおりハリーであり、最終的にハリーはヴォルデモートに勝利し、忠誠心とともに杖の本体も手に入れる。その後ハリーは、戦いの中で破壊された自分自身の杖をニワトコの杖の「レパロ」で直し、ニワトコの杖は元あったダンブルドアの墓に戻される。
映画『死の秘宝 PART2』では、忠誠心を得ていないヴォルデモートが強力な魔法を使った結果、その威力に耐えきれず亀裂が走る。戦いのあとは、杖の力を欲しなかったハリーの手で真っ二つに折られ、ホグワーツ校舎の石橋から崖下に投げ捨てられる。
蘇りの石

この石を使うと、死者と会い、会話をすることが可能となる。ただし「三人兄弟の物語」にもあるように、本当の意味で一緒になることはできない。
石は最初の所有者であるカドマス・ペベレルから子孫に受け継がれ、マールヴォロ・ゴーントの手に渡る。ゴーントの屋敷で発見されるまでの間に石は指輪にはめ込まれ、その指輪には秘宝のシンボルマークが彫られた。そしてマールヴォロの息子モーフィン・ゴーントに受け継がれるが、ヴォルデモートがこれを奪取、分霊箱に加工して呪いをかけた。
その後、ヴォルデモートの分霊箱を探索していたダンブルドアが、グリフィンドールの剣でこれを破壊するまえに、家族に会いたいと指輪をはめ、指輪にかけられた呪いを受ける。スネイプの処置により一命は取り留めるものの、右腕は黒く焼け焦げたように萎び、余命も1年程度と宣告される。
のちにダンブルドアは破壊した指輪から蘇りの石を取り出し、それを金のスニッチに収め、みずからの形見としてハリーに残す。第7巻終盤、ハリーはスニッチのなかから石を取り出すことに成功し、ジェームズ・ポッターやリリー・ポッターやシリウス・ブラックやリーマス・ルーピンと再会を果たし、石はハリーの手からこぼれ落ちて地面に転がる。ヴォルデモートの死後、ハリーは校長室でダンブルドアの肖像画に話しかけた際、「スニッチに隠されていた物（蘇りの石）は森で落としたが、正確な場所は知らず、探しに行くつもりもない」と語り、それを聞いたダンブルドアの肖像画は「それでよいとも」と満足げに答える。
透明マント

このマントを身にまとった者の姿は完全に透明となり、他人が姿を確認することができなくなる。
かつて死の秘宝を探索していたダンブルドアは、イグノタス・ペベレルの子孫であるジェームズの持つマントが透明マントであると知り、これに興味を持って借り受けた。しかしその後ジェームズが死亡し、以来、息子であるハリーが成長するまでダンブルドアの手で保管されることになる。ハリーがホグワーツで1年目のクリスマスを迎えたとき、ダンブルドアはハリーに透明マントを贈り、以降ハリーはこのマントを随所で使用する。
透明マントは、ハリーのマント（死の秘宝）のほかにも登場する。バーテミウス・クラウチ・ジュニアが1枚、アラスター・ムーディが2枚の透明マントを持っているが、これらはすべて模造されたものと考えられる。模造の透明マントはデミガイズの毛で織ったり普通のマントに目くらまし術をかけることで製作できるが、時間が経つと効果が薄れ、魔法が当たると効果が失われる場合がある。マントなしでも完全に姿を消せることから、死の秘宝であるという点を除けばダンブルドアやグリンデルバルドも透明マントに関してはほとんど興味を示さなかった。ヴォルデモートも同様の理由から、透明マントには興味を示さなかっただろうとダンブルドアが推測する。
ハリーの透明マントに関しては効果が永久に持続し、また呪文の影響を受けないとされる。
なお、吸魂鬼は目で見ているわけではないので効果がないと、第3巻でダンブルドアがくぎを刺す。第7巻でも、透明マントを被ったハリーを攻撃する。

### ホグワーツ関連
組分け帽子
声 - レスリー・フィリップス（映画版） / クリス・ジャーマン（舞台『呪いの子』ロンドン公演）
日本語吹替 - 石森達幸（映画版）/ 中多和宏 （ゲーム版賢者の石）/ 水内清光（ゲーム版『秘密の部屋』）/ 佐藤せつじ（ゲーム「ホグワーツ・レガシー」）、茶風林「アプリゲーム『魔法の覚醒』」
ホグワーツ魔法魔術学校の創設者がこの世を去ったあとの生徒の組分け問題を解決するため、彼らに代わって生徒を組分けするべく、4人の個性と知能を吹き込まれた帽子。もともとはゴドリック・グリフィンドールの持ち物だった。帽子に顔が付いており、被った人物が入る寮を呼ぶ。学校に大きな危機が訪れると生徒達の結束を呼びかける。普段は校長室で厳重に保管されている。また、中には別の場所に保管されているグリフィンドールの剣でも、帽子の中から取り出せるように仕込まれていて、ゴドリックが認めた「真のグリフィンドール生」のみが取り出せるようになっている。
グリフィンドールの剣
柄にルビーが埋め込まれた銀の剣。第2巻『秘密の部屋』より登場し、ハリーがバジリスクを倒すのに使用する。第7巻『死の秘宝』ではハーマイオニー・グレンジャーの調べで、小鬼（ゴブリン）製であるため「汚れやサビを寄せ付けず自身を強化するもののみを吸収する」という特性が発覚する。そこからバジリスクを倒した際に剣がその毒を吸収し、分霊箱の破壊が可能となっていたことがわかり、マールヴォロ・ゴーントの指輪、サラザール・スリザリンのロケット、ナギニの破壊に成功する。
普段は校長室で厳重に保管されているが、作中でアルバス・ダンブルドアは「真のグリフィンドール生だけが組分け帽子の中から取り出すことができる」と語る。徹底した管理下にあったために分霊箱にされるのを免れている。小鬼のグリップフックは「ラグヌックI世の所有物であったものをグリフィンドールが盗んだ」と主張する。しかし実際は剣の出来映えがあまりにも素晴らしいものであったために自身が剣を所有したいと思ったラグヌックI世が「剣はグリフィンドールに盗まれた｣と嘘をつき手下を送ってグリフィンドールから剣を盗もうとするも返り討ちにされ、ゴブリンの間で虚偽の伝承が生まれたというのが真実である。
忍びの地図
ムーニー・ワームテール・パッドフット・プロングズの4名によって作成されたホグワーツの地図。
外見はただの羊皮紙だが、呪文を唱えるとホグワーツ校内の地図が浮かび上がる仕組みになっている。作成者たちの知るホグワーツ校の隠し通路がすべて載っているほか、地図の範囲内に存在する人物の名前が地図のなかに表示され、誰がどこにいるか把握することができる。ポリジュース薬や動物もどきの変身でも透明マントで身を隠しても、地図は正体を暴いて誰がどこにいるかを示す。ただ、「秘密の部屋」と「必要の部屋」は表示されない。また同姓同名の人物の場合は区別できない。
製作者4名の卒業後、管理人アーガス・フィルチが保管していたが、のちにフレッド・ウィーズリーとジョージ・ウィーズリーがなかば強奪に近いかたちでこの地図を入手。第3巻でハリーにこの地図をプレゼントする。
名称のMarauderは、英語で略奪者の意。直訳すれば「略奪者の地図」となる。
年齢線
第4巻で、三大魔法学校対抗試合のホグワーツ校の代表選手を選出する際、資格を満たさない生徒の立候補を防ぐためにダンブルドアが用意する防衛線。バーテミウス・クラウチ・ジュニアの錯乱の呪文により無効化され、資格のないハリーの名前が入れられる。
炎のゴブレット
三大魔法学校対抗試合において、各校の代表選手を選出する際に使用されるゴブレット。
みぞの鏡
鏡を見た人間の心の一番奥底にある「のぞみ」を映し出す鏡。額縁には「Erised stra ehru oyt ube cafru oyt on wohsi（すつうを みぞの のろここ のたなあ くなはで おか のたなあ はしたわ）」と彫られており、逆から読むと「I show not your face but your heart's desire（私はあなたの顔ではなくあなたの心の望みを映す）」となる。
鏡が映し出す「のぞみ」の虜になり、廃人になった人もいたため、ダンブルドアによってホグワーツに隠されていた。第1巻でハリーが見たときは死んだ両親の姿が、ロンが見たときは首席兼クィディッチチームのキャプテンになっている将来の自分の姿が映る。また、「黒い魔法使いの誕生」では、ダンブルドアが見たときはかつての友であるグリンデルバルドが映っていた。
大広間の砂時計
ホグワーツ魔法魔術学校の大広間にある各寮の得点が示されている砂時計のような形をした一種の得点表。それぞれの寮を表す宝石が砂の代わりに入っており、各寮の生徒の加点、減点の指示に合わせてリアルタイムで、下に落ちたり上に上がったりして得点を示す。下に落ちている宝石の数が現在の得点である。正面左からスリザリン、レイブンクロー、グリフィンドール、ハッフルパフの得点を示す。宝石はそれぞれエメラルド、サファイア、ルビー、ダイヤモンドとなる。
姿をくらますキャビネット棚
第6巻で、ドラコ・マルフォイがボージン・アンド・バークスに修理ができないかと脅すもの。ドラコはこれを修理して、ホグワーツに死喰い人を連れ込む。二つ対になっており、ヴォルデモート卿や死喰い人から逃げるために使われる。ホグワーツの必要の部屋にある姿をくらますキャビネット棚の対になるものは、ボージン・アンド・バークスに置かれている。

### 箒
箒（ほうき）は魔法族が飛行時に使用する道具。クィディッチなどの競技で使用する箒にはいくつかのブランド・シリーズおよびメーカーがある。以下メーカーまたは製作者ごとに示す。
ニンバス2000
ニンバス・レーシング・ブルーム・カンパニー製の箒。価格は20ガリオン。マホガニー材の柄に、ロゴが金文字で記されている。後継モデルであるニンバス2001の登場まで最速の箒。第1巻でハリーがマクゴナガル副校長より授けられるが、第3巻のクィディッチ競技場でのハッフルパフとの試合で、ハリーが吸魂鬼に襲われて墜落した際に暴れ柳に箒が激突したことで、怒った暴れ柳によって破壊される。
ニンバス2001
ニンバス2000の後継モデル。性能はニンバス2000を上回り、ファイアボルトの登場までは最高性能を有する箒。第2巻でドラコがスリザリン代表チームのシーカーになったときに、同チーム全員がドラコの父であるルシウスより授けられる。
ファイアボルト
1993年製。価格は500ガリオン（日本円で約435,000円）。レース用に開発された箒で、10秒で240km/hまで加速可能。固有の識別番号が最高級トネリコ材の柄に刻まれており、尾には一本一本厳選されたシラカンバの小枝を使用。性能も、それまで最高性能だったニンバス2001を圧倒する。ハリーは第3巻でシリウスより授けられ、失ったニンバス2000の代わりに使用することになる。しかし、ハリーのファイアボルトは第7巻前半の「7人のポッター作戦」で紛失する。

### 闇魔術検知器
魔法の目 (magical eye)
アラスター・ムーディの片目はこれになっている。ものを透視することができ、ムーディは1階から2階の机の引き出しのなかにボガートがいることを見抜く。前を向いていても背後が見え、透明マントも見破る。
かくれん防止器 / スニーコスコープ (Sneakoscope)
ガラス製のミニチュア独楽のような形状をしており、胡散臭いものが近くに存在すると光って回り始める。闇魔術検知にも役立つ。ただし、安物だとずっと光ってうるさい音をたてる。（アズカバンの囚人にて、ロン・ウィーズリーが購入しハリー・ポッターにプレゼントされたものはピーター・ペティグリューであるスキャバーズの影響だと考えられる。）
敵鏡 (Foe-Glass)
所有者に敵対する人物の姿を映す鏡。敵が近くにいない場合、その姿はぼんやりと見えるのみだが、敵が近づいたときはその姿を明確に映し出す。
秘密発見器 / 詮索センサー (Secrecy Sensor)
金色のくねくねしたアンテナで、隠されたものや嘘を探知して振動する。調べたい人間や物品に触れさせて使う。学校では生徒たちが嘘ばかりついているので役に立たない。フィルチはこれで生徒を検査し、クラッブはミイラ首を没収される。第4巻では秘密発見器、第6巻では詮索センサーと訳されている。
潔白検査棒 (Probity Probe)
細長い金の棒で、身を隠す呪文や隠し持った魔法の品を探知する。

### 悪戯グッズ
ゾンコのいたずら専門店
- カエル卵石鹸
- クソ爆弾
- しゃっくり飴
- 鼻食いつきティーカップ
- 臭い玉
- ゲップ粉
- ヒューヒュー飛行虫

ギャンボル・アンド・ジェイプスいたずら専門店
- ドクター・フィリバスターの長々花火―火なしで火がつくヒヤヒヤ花火 - フレッド、ジョージ、リー・ジョーダンの三人組が買い貯めした花火。色とりどりの星が跳ね回る。

ウィーズリー・ウィザード・ウィーズ
- インスタント煙幕 - ペルー製。短い時間、どんな魔法を使っても明かりが点かない暗闇を作り出すことができる。
- ウィーズリーの暴れバンバン花火 - 巨大ネズミ花火、ロケット花火、火花でできたドラゴンなど。ロケット花火は銀色の星を噴射し、線香花火は空中に悪口を書き、緑と金色の火花のドラゴンが音を立てて飛び回る。さらに「失神呪文」をかけると大爆発、「消失呪文」をかけると10倍に増える仕様となっている。
- おとり爆弾 - ラッパに黒い胴体がくっつき、足が生えた爆弾。地面に置くとひとりでに走り出し、大きな爆音を鳴らすと共に刺激臭のある黒煙を噴き上げる。
- カナリア・クリーム - 食べると短い時間、カナリアに変身する。
- 携帯沼地 - いつでもどこでも沼を出現させることができる道具。
- 最高級の惚れ薬 - 一回で最大24時間効果が続く。第6巻で、ロミルダ・ベインがハリーに飲ませようとするが、失敗に終わる。なお、ホグワーツに発送するときには香水や咳止め薬に偽装される。
- ずる休みスナックボックス - 「ゲーゲー・トローチ」「鼻血ヌルヌル・ヌガー」「気絶キャンディ」「発熱ヌガー」など。半分を食べると気絶・鼻血・発熱・嘔吐の症状が現れるが、もう半分を食べると回復するようになっていて、これを使うと授業を抜け出すことが可能になる。
- 盾の呪文グッズ - 「盾の呪文」が帽子・マント・手袋にかけられており、大抵の呪文を跳ね返せる。実は「盾の呪文」を使えない魔法使いは多く、魔法省からは500個の注文がある。ジョージは「金のなる木」と評する。
- だまし杖 - 手に取るといろいろな鳴き声がして、その鳴き声の動物になる（すべてゴムなどでできた偽物である）。安物は振るとゴム製の鶏やパンツに変わるだけだが、一番高い物は持ち主の頭や顔を叩く。
- 特製羽ペン - 「自動インク」「綴りチェック」「冴えた解答」など。ただし魔法が切れかけると、綴りがめちゃくちゃになる。
- トン・タン・トフィー（ベロベロ飴） - 「肥らせ呪文」のかかったヌガーで、食べると舌が伸びる。
- 伸び耳 - 第5巻で不死鳥の騎士団の会議を盗み聞きするために発明。耳に薄オレンジ色の紐が付いた形をしており、ドアの隙間から這わせて使う。しかし、クルックシャンクスにじゃれ付かれて最後まで聞き取れない。
- 白昼夢呪文 - 見たい夢を30分見ることができる。副作用として呆けた表情と、軽いよだれがある。
- パンチ望遠鏡 - ウィーズリー家のフレッドとジョージの部屋に置いてあるもので、ハーマイオニー・グレンジャーが命名する。握り締めると、バーンという音と黒煙を合図に先からばねつきの小さな拳が飛び出し、握り締めた者に鮮やかな紫色の隈取りがつくほどのパンチを食らわせる。その隈取りは通常の魔法では消えず、専用の軟膏を塗らなければならない。
- 食べられる闇の印 - 食べると誰でも吐き気がする。
- 十秒で取れる保証つきニキビ取り - にきび取り。おできから黒にきびまでよく効く。
- 何度も使えるハングマン首吊り綴り遊び - 木製のミニチュア人形が絞首台に向かってゆっくり階段を登っていく。「綴らないと吊すぞ！」との説明書きがある。

その他
- 叫びヨーヨー - 第4巻から城内持ち込み禁止品に加わるもの。
- 噛みつきフリスビー - 第4巻から城内持ち込み禁止品に加わるもの。ライムグリーンのフリスビーで唸り声を上げて飛び回り、歯を剥き出して噛みつこうとする。
- 殴り続けのブーメラン - 第4巻から城内持ち込み禁止品に加わるもの。

### その他の道具
灯消しライター(Put-Outer)

第1巻に登場（ダンブルドアが使用）。街灯や室内灯の光を吸収できる。第7巻でロンに譲渡される。
憂いの篩 / ペンシーブ(Pensieve)

移動キー/ポートキー(Portkey)

思い出し玉 (Remembrall)
第1巻に登場。忘れっぽい性格のネビル・ロングボトムに対し、その祖母が送ってくるもの。何か忘れている場合に光るが、何を忘れているかまでは教えるわけではない。ハリーがシーカーとなるきっかけを作る。
吼えメール (Howler)
第2巻に登場。みずからの声を吹き込み、送り先では何十倍もの大音量で怒鳴り散らす手紙。主に叱りたい相手に送る。放っておいても自然発火した上で大音量で怒鳴り散らすため、無視することは不可能。一通り怒鳴り散らすと自動的に消滅する。
スペロテープ (Spellotape)
第2巻でロンが折れた自分の杖を直すのに使用。
現れゴム (Revealer)
第2巻に登場。その名のとおり、消えている文字をこすることによって現れさせることができる。消しゴムの逆。
輝きの手 (Hand of Glory)
第2巻に登場。「ボージン・アンド・バークス」で売られている、しなびた不気味な手。これに火を灯したろうそくなどを持たせると、その光はこの手を持った者の視界だけを照らし、暗闇のなかでも周囲を見渡すことができる。ドラコが父に購入してもらう。
同様の呪術的物品は現実世界にも存在するが、日本語では「輝きの手」ではなく「栄光の手」と訳されることが普通である（リンク先項目を参照）。
箒磨きセット (Broomstick Servicing Kit)
第3巻に登場。ハーマイオニーからハリーへの誕生日プレゼント。セット内容は「フリートウッズ社製高級仕上げ箒柄磨き」の大瓶1本。銀製の「箒の尾鋏」1丁。長距離飛行のため箒にクリップで留められるようになった、小さな真鍮のコンパス1個。「自分でできる箒の手入れガイドブック」1冊。
万眼鏡 (Omniocular)
第4巻に登場。使いかたは普通の双眼鏡と似ている。動画を再生するように自由に巻き戻し・スロー再生したり、ズームができる。1個10ガリオン。
グブレイシアンの火の枝 (branch of Gubraithian fire)
第5巻に登場。永久に燃え続ける「永遠の火」を灯した小枝。ダンブルドアが巨人の頭への貢ぎ物として製作し、ルビウス・ハグリッドを通じて贈る。
両面鏡 (two-way mirror)
第5巻に登場。ふたりがこの鏡を持つことで使用可能。遠く離れていても、片方のものが鏡を見て呼びかけることで、もう片方が鏡を見ると、両方にお互いが現れ、テレビ電話のように対話ができる。
瘡蓋粉 (Wartcap powder)
第5巻に登場。かかったところに気味の悪い瘡蓋ができる。シリウスは、この粉が入った嗅ぎ煙草入れに噛まれて、手が堅い茶色のグローブのようになる。
球痘粉 (Bulbadox powder)
第5巻に登場。フレッドがこれをパジャマに仕掛けたケネス・タウラーは吹き出物だらけになる。
ゴブリンの鍛えた甲冑
第6巻に登場。屋敷しもべ妖精の記憶のなかで、ボージン・アンド・バークスに就職していたヴォルデモートが、ヘプジバ・スミスに売却するよう交渉していたもの。
モークトカゲの革製巾着袋
第7巻に登場。ハリーの17歳の誕生日にハグリッドが与える。少し毛の生えた小さな巾着袋で、なかに何かを隠すと持ち主以外は取り出せない珍しい品。

## 杖
杖 (wand) とは通常、魔法を行使する際に必要な道具。杖は普通ひとつとして同じ物はなく、オリバンダーによれば魔法使いが杖を選ぶのではなく、杖が魔法使いを選ぶ。構造は木と芯材からなる。それぞれの木と芯材に特徴がある。杖品質の木材を生み出せる木は、ほんの一握りにとどまる。戦いで奪った杖は、素材の性格および奪いかたによって異なるが、もとの所有者から、奪った者に忠誠心が移る。以下、素材の意味と特徴、長さの説明。

### 杖の木（ABC順）
アカシア（Acacia）
杖の素材としてはまれ。所有者以外が魔法を使おうとすると拒否することが多い。有能な魔法使いでないと、その力を最大限に活かすことができない。逆に厳選のうえ、選んだ魔法使いとはとても相性がよく、最大限の力を発揮することが出来る。
ゆえに、選ばれる魔法使いは非常に少ないので、オリバンダー杖店ではアカシアの木を使った杖の在庫はあまり置いていない。
ハンノキ（Alder）
一般的に杖は木材の特徴と似た所有者を求める。ただし、ハンノキは硬くてしなりにくいので、頑固な所有者を求めるかのように思うが、その特徴に反して親切で思いやりがある感じがある所有者を好む。
選んだ所有者に対しては忠実。無言呪文に向いているので、かなり有能で高度な魔法使いが選ばれる。
リンゴ（Apple）
リンゴの木で作られた杖は少ない。闇の魔術を好まないので、大志を抱き、理想的な所有者を好む。リンゴの木の所有者は、人々に深く愛されて長生きをするといわれてる。顧客の中でも人間的な魅力のある人が選ばれている。
トネリコ（Ash）
トネリコの木材とユニコーンの毛の芯材とを組み合わせると、杖がさらに強くなる。
固い信念や目的を持ち、精神力があり自惚れない所有者が選ばれる。トネリコの木の杖は最初の所有者に忠実。この木の杖を譲った場合、杖の力や技術は失われる。
ヤマナラシ（Aspen）
ヤマナラシの木の杖は、繊細で白く、象牙に似た感じのおしゃれな杖。呪文の力もとても高い。
戦い向けの魔法に向いている。ゆえに強靭な精神を持ち、決闘や戦いや遠征に運命付けられた所有者に向いている。
ブナノキ（Beech）
ブナノキの杖は、若者であれば、実年齢以上に知恵のある所有者、成人であれば、思慮深くかなりの経験を積んだ所有者に向いている。相性のいい理想的な所有者の場合、繊細で技術を要する魔法を放つことができる。
リンボク（Blackthorn）
リンボクは杖の木としてはまれ。戦士に向いている。闇の魔術にも向いているが、所有者がその使い手とは限らない。リンボクの杖の所有者は闇祓いや、アズカバンの居住者が多い。
リンボクの杖は所有者と危険や苦難を一緒に乗り越えると、真の絆を築くことができて、所有者に忠実な杖となる。
黒クルミ（Black Walnut）
普通のクルミ材より珍しい。
この杖は、洞察力が鋭く、直感の働く持ち主を求める。黒クルミはたいへん見事な杖だが、この杖を使う者の心に迷いがあると、魔法の効果に影響が出るため誰にでも使いこなせる訳ではない。持ち主がなんらかの形で自分をだましていれば、杖の力は激減する。持ち主の魔女や魔法使いが自分あるいは他人に対して正直になれない、または、なる気がない場合、黒クルミの杖はたいてい本来の力を発揮できなくなる。そうなると、持ち主を変えないかぎり、力を回復できない。
ただし、自身をよく知る誠実な持ち主とめぐりあえば、黒クルミはどんな杖より優れた忠実な杖となり、いかなる種類の呪文を使っても、とくに高い効果を発揮する。
スギ（Cedar）
スギの杖の持ち主は必ず、気骨と並々ならぬ忠誠心を備えている。ジェルベーズ・オリバンダーはいつも、「スギの杖を持つ者に、まやかしは決して通用しない」と言っていた。この意見に対してオリバンダーは「スギの杖に最適な持ち主は、洞察力と認知力を備えた者」という認識をしており、異存はなかった。
スギの杖にふさわしい魔女や魔法使いは、敵に回すと恐ろしい相手になりうる。彼らに軽率な勝負を挑む者は、しばしば驚くことになるようである。
サクラ（Cherry）
サクラの杖は非常に珍しく、不思議な力を生み出す。サクラの杖を持つ者は日本の魔法学校（マホウトコロ）の生徒たちから特別視されている。
サクラ材からは、どんな芯材を用いても、死をもたらすほど強力な力を宿す杖ができることが多い。ただし、ドラゴンの心臓の琴線と組み合わせた杖は、並外れた自制心と精神力を持つ者にしか扱えない。
クリ（Chestnut）
クリの木材はいくつもの側面を持つ。この木で作った杖の性質は、使う芯の種類によって大きく左右されるうえ、持ち主の性格にも染まりやすい。クリの杖が引かれる魔女や魔法使いは、魔法動物の優れた調教者、才能あふれる薬草学者、または生まれつきの飛行の名手である。
ただし、ドラゴンの心臓の琴線を芯に使った場合、物欲が強くぜいたくを過度に好み、欲しいものは分別なく手に入れようとする者と相性がよくなる。
反対に、ウィゼンガモット最高裁の長は、歴代3人ともクリと一角獣の杖を使っている。この組み合わせの杖は、司法関係者を好む傾向にあるためである。
イトスギ（ヒノキ）（Cypress）
イトスギの杖は、高貴な精神を持つ者と結びつく。中世の偉大な杖作り、ジェレイント・オリバンダーの残した書物によると、イトスギの杖の持ち主探しは、彼にとって名誉ある仕事だったという。なぜなら、この杖の持ち主は、英雄として死すべき運命の魔女や魔法使いだとわかっていたからである。
昔ほど血なまぐさい争いのない現代では、イトスギの杖の持ち主が命を捨てるべき状況はめったにない。しかし、必要とあらば、彼らの多くは迷うことなくそうする可能性が高い。イトスギの杖が魂の伴侶に選ぶのは、勇ましく大胆で、自己犠牲の精神を持つ者である。
ハナミズキ（Dogwood）
ハナミズキの杖は、気まぐれでいたずら好きである。遊び心のある杖で、刺激や楽しみを与える相棒を求める。だからといって、必要なときに本格的な魔法が使えない訳ではない。ハナミズキの杖は、困難な状況において実に優れた魔法を発することで知られている。また、頭の回転が速く独創性に優れた魔女や魔法使いが使うと、まばゆいばかりの魔法を生み出す。
ただし、無言呪文を拒否することと、魔法を使うときにやたらと大きな音を立てるという欠点を持つ。
オリバンダーが個人的に一番好きな木材である。
黒檀（Ebony）
真っ黒な杖用木材で、見た目が印象的で評価も高く、あらゆる戦闘系の魔法および変身術に最適である。黒檀の杖の持ち主として最適なのは、あるがままの自分でいることを恐れない者である。この杖の持ち主には、体制にくみさず、自立心が強いか「はみだし者」の立場を好む者が多い。このため、「不死鳥の騎士団」のメンバーと「死喰い人」の双方によく見られる。オリバンダーの経験上、黒檀の杖と最も相性がいいのは、外部からどんな圧力がかかろうとみずからの信念を貫き、たやすく決意をくつがえさない者である。
ニワトコ（Elder）
あらゆる杖用木材のなかで、もっとも希少。不幸を招くと伝えられるニワトコの杖は、どんな杖よりも使いこなすのが難しい。強力な魔力を宿しているが、自分の持ち主がともにいる仲間より劣っていると感じれば、持ち主に見切りをつける。このため、抜きんでた力を持つ魔法使いでなければ、ニワトコの杖を長く所有することはできない。「ニワトコの杖、栄えたためしなし」という古い迷信は、この杖への恐怖心から生まれたものであるが、実のところ根拠はない。多くの杖作りがニワトコの杖を作りたがらないのは、この木材を扱うことを恐れているというより、むしろ商品として売れないことを心配しているだけで、これもニワトコの木材の杖が希少な杖となる要因のひとつとなっている。この杖と相性がいいのは、きわめて並外れた人間だけであり、オリバンダーは「しかし、もしそのようなたぐいまれな人間がニワトコの杖を持てば、その者は必ずや特別な宿命を背負うことになるだろう。」と考える。また、オリバンダーの長年にわたる杖の研究によれば、ニワトコの杖の持ち主は、必ずといっていいほどナナカマドの杖に選ばれた者に強い親近感を覚える。
ニレ（Elm）
ニレの杖で魔法をかけられるのは純血の魔法使いのみと信じられているが、この説には根拠がない。オリバンダーはみずからの血統を証明したい持ち主が広めた風説と考えて間違いないと見ている。というのも、ニレの杖と相性のいいマグル生まれの魔法使いは何人もいる。
ニレの杖が好む持ち主は、魔術を器用に操る能力を持ち、存在感と生まれつきの品性を備えた者である。オリバンダーの経験上、ニレの杖はいかなる杖と比べても事故や大きなミスが少なく、もっとも優雅な魔法を生み出す。ふさわしい者が手にすればきわめて高度な魔法を使える、洗練された杖である。だからこそ、純血主義の信奉者が何を置いても欲しがった。
ヨーロッパナラ（English Oak）
この杖を持つにふさわしい魔法使いにとっては、良いときも悪いときも忠実な友となる。ヨーロッパナラの杖が相棒に求めるのは、強さと勇気と忠誠心である。あまり知られていないが、この杖の持ち主は直感が鋭く、自然界の魔力と結びつきを持つことも多い。このため、魔法に使う手段として、また純粋な楽しみとして、動植物と密接な関係を築くこともしばしばである。冬至から夏至までの間、ナラの木は「森の王」と呼ばれ、ナラ材を採集できるのはこの期間だけである（再び日が短くなりはじめると柊が「王」になるため、柊は年の後半にしか採集すべきではない。このように「王」になる期間が分かれていることから、「男の杖がナラで、女の杖が柊なら、結婚するは愚かなり」という根拠のない古い迷信が生まれたものと信じられている）。また、マーリンの杖はヨーロッパナラだったといわれている。 ただし、杖は死後持ち主の荼毘に付すが、彼の墓が見つかっていないので証明は不可能である。
モミ（Fir）
モミの木は、回復力がきわめて高い。その木材で作った杖が、耐久力と強い決意を持った者を真の持ち主に選ぶのはもっともである。気まぐれで決断力のない者が使うと、粗末な道具にしかならない。ガーボルド・オクタビウス・オリバンダーがモミの杖を売った魔法使い 3 人が、その後そろって命の危機に見舞われながらも無事に生き抜いた。そのため、彼はいつもモミの木の杖を「生き残りし者の杖」と呼んでいた。
モミの杖は「変身術」にとくに適している。また、ひとつのことに集中する強い意志を持ち、場合によっては威圧的な態度も辞さない持ち主を好む。
サンザシ（Hawthorn）
グレゴロビッチの著述によると、サンザシ材は「奇妙で矛盾に満ちた杖を生み出す。杖の親となる木も同じように矛盾をはらんでおり、葉や花は人を癒す力を持つが、切り枝は死の香りを放つ」とされる。この杖には複雑で好奇心をそそる性質があり、杖に適した持ち主もまた同じである。
サンザシの杖は回復系の魔法に特に適していながら、同時に呪いの名手でもある。オリバンダーの見たところ、多くの場合、サンザシの杖がもっとも好むのは、みずからの内に相反する性質を持つ者か、混乱のさなかにある魔女や魔法使いのようである。とはいえ、サンザシの杖を使いこなすのは難しく、危険を招く恐れがあるのでオリバンダーは才能を認められた者にしかゆずらないようにしている。また、サンザシの杖にはひねくれた性質があり、扱いを誤ると呪文が自分に返ってくることがある。
サンザシの木は、美しい花と大きな棘で素晴らしい防壁を作る。この木は強いがしなやかでもある。サンザシに惹かれた人は家族と強い絆を持ち、愛する人たちを全力で守る人である。
ハシバミ（Hazel）
ハシバミの杖は繊細で、持ち主の心の状態を反映することが多い。このため、持ち主には自分の感情を理解し、制御できる者がふさわしい。持ち主が最近かんしゃくを起こしたり、深い失望を味わったりした場合、ハシバミの杖はそうしたエネルギーを吸収し、予期せぬ形で放出するので杖の扱いには注意せねばならない。
とはいえ、ハシバミの杖の長所は、こうしたささいな問題を補ってあまりある。熟達した技術を持つ者が使えば、たぐいまれなる魔法をかけることができる。
また、この杖は持ち主に忠実なあまり、持ち主が死を迎えると杖が一切の魔力を放出し、魔法の実行を拒むようになる。以降もその杖を使うには、芯を抜き出して別の杖に入れ替えなければならない。ただし、芯が一角獣のたてがみの場合、杖はほぼ確実に死ぬため、もはや望みはない。
なお、ハシバミの杖には地下水を探し当てるという固有の能力もある。地下に隠れた泉や井戸の上を通ると、杖は銀色をした涙型の煙を吐き出す。
柊（Holly）
杖用木材としては珍しい部類に入る。柊の杖は古くから持ち主を守る杖と考えられており、怒りや衝動を抑えられない者と最も相性がよく、そうした持ち主を手助けする。同時に、危険な冒険（精神的な意味であることが多い）のさなかにある者を持ち主として選ぶことも多い。
柊は、組み合わせる芯の種類によって魔法の効き目がもっとも劇的に変わる木材のひとつである。とくに不死鳥の羽根とは組み合わせるのが困難なことがよく知られているが、これは、柊の移ろいやすい性質が、不死鳥の超然とした性質と奇妙に反発し合うためである。
クマシデ（Hornbeam）
クマシデの杖が生涯の友に選ぶのは、ひとつのことに純粋な情熱を注ぐ、才能ある魔女や魔法使いである。人によってはその情熱を「執着」と呼ぶのかもしれないが（オリバンダーは「展望」という呼びかたを好む）、それはほぼ確実に実現される。
クマシデの杖は、どの杖と比較しても、持ち主の魔法のスタイルに適応するのがもっとも早い。あっという間に「持ち主専用」の杖になるため、他の者が使うのは極めて難しく、単純な呪文でさえかけるのに苦労する。
同様に、クマシデの杖は持ち主の主義主張を吸収するため、それがどんな考えであろうとも、持ち主の信条と一致しない行為はよかれ悪かれ拒否する。
細やかな調整のきいた、鋭い感覚を持つ杖である。
カラマツ（Larch）
丈夫で暖かい色みのカラマツは、魅力と強さを兼ねそなえた杖用木材として、長きにわたり珍重されている。所有者に勇気と自信を注ぎ込むといわれており、つねに需要が供給を上回る。
しかし、誰もが求める杖ではあるものの、理想の持ち主の条件は厳しく、多くの者が想像するよりもはるかに扱いづらい杖である。カラマツ材からは、隠れた能力や思いもよらない効果を秘めた杖ができるが、この特徴は理想的な所有者にも当てはまる。カラマツの杖に選ばれる魔女や魔法使いは、この杖と組むまではみずからの有り余る能力を十分に発揮できていないことが多い。しかし、この杖を手にしてからは、計り知れない力が引き出されるのである。
ローリエ（Laurel）
月桂樹の杖で卑劣な魔法は使えないといわれるが、栄誉を追求する目的で（この杖にふさわしい人間にとっては、決して珍しい目標ではない）、この杖から強力な魔法や、場合によっては命を奪うような魔法が放たれた例がある。
月桂樹の杖は気まぐれだといわれることもあるが、この評価は妥当ではない。月桂樹の杖は所有者の怠け心を許さず、そのような気配を感じるや、杖自ら進んで他の魔法使いに勝ち取られるのである。
そのような状況でないかぎり、最初の所有者から決して離れることはなく、別の者が杖を奪おうとすると、落雷を起こすという特性を持っている。
カエデ（Maple）
カエデの杖が選ぶ所有者には、生来の旅人や冒険者が多いとされる。この杖はおとなしく家にいる杖ではなく、所有者に野心を求める。条件に合わない所有者のもとでは、杖の魔力は鈍くなり、活気もなくなる。
新たな試練を与え、つねに目先の景色を変えてやると、文字通り「輝きを放つ」ようになる。また、所有者とともに成長しながら能力を磨き、地位を高めていく。
カエデ材は美しさゆえに人気が高く、杖品質のものは何世紀にもわたり、最も高価な木材に名を連ねている。さらに、カエデの杖は「成功者の杖」と評され、古くから、所有できるのは高い地位の証とされているようである。
カシノキ（Oak）
カシノキの杖は真実と知恵を象徴する。カシノキに惹かれた人は自信家で楽観的で、内面の強さと深い知識を持つ。
ナシ（Pear）
ナシの木は、黄金色で、華々しい魔力を宿す杖ができる。思いやりがあり、おおらかで賢明な所有者の手に渡ると、ナシの杖は最高の力を発揮する。
オリバンダーは経験から、ナシの杖の持ち主は、人望が厚く、広く尊敬を集める人物だと述べ、闇の魔法使いが所有者になった例を一度たりとも見たことがないという。
ナシの杖はとくに回復力に優れており、長年にわたって酷使しても、いつまでも新品のように見事な外観を保ち続けることが多い。
マツ（Pine）
木目がまっすぐなマツの杖は、必ず自立した個性の強い人物を所有者として選ぶ。こうした人物は、一匹狼と思われたり、好奇の目で見られたり、謎めいているという印象を持たれたりすることもある。
マツの杖は独創的な使いかたを好むため、一部の杖とは違い、新しい手法や呪文に抵抗なく適応する。多くの杖作りが主張するところによると、マツの杖は長生きする者と相性がよく、そうした人物を見つけ出す能力があるとされ、オリバンダー自身もマツの杖の持ち主で若くして死んだ者を知らない。また、マツの杖は無言呪文にきわめて敏感である。
ポプラ（Poplar）
ガーボルド・オリバンダーが残した「完全なものを求めるなら、まずポプラを探せ」という言葉が示すように、高い信頼性、一貫性、強さ、そして安定した能力を誇るポプラの杖は、明確な道徳観念を持つ持ち主を求める。腕の悪い杖作りの間では「ポプラの杖は決して政治家を選ばない」という使い古された冗談があるが、もっとも成功したふたりの魔法大臣、エルドリッヒ・ディゴリーとエバンジェリン・オーピントンは、オリバンダーの手による最高級のポプラの杖を所有していた。
レッドオーク（Red Oak）
「レッドオークの杖は、持ち主の気が短い証拠」という迷信があるが、実際のにレッドオークの杖が求める理想の所有者は、並外れて反応が速い者である。ゆえに、レッドオークは決闘にうってつけな杖といえ、ヨーロッパナラほど一般的ではないが、レッドオークの杖の所有者として理想的なのは、軽妙で頭の回転が速く、順応力に富んだ人物である。彼らのトレードマークとなる独自の呪文をつくり出す者も多く、男女問わず戦いの際に頼れるタイプである。レッドオークの杖は、あらゆる杖と比較して最も均整が取れている。
セコイア（Redwood）
杖品質のセコイアは供給が不足ぎみで、持ち主に幸運を招くといわれているため一定の需要があるが、実際のところはセコイアの杖が幸運をもたらすのではなく、この杖はもともと運の強い魔女や魔法使いに強く引きつけられるのである。この杖に選ばれる者は、苦境を逃れる運の強さや、正しい選択をする判断力、破滅的な状況をくつがえす力を備えている。
アシ（Reed）
アシの木は、学問と知識を象徴する。アシに惹かれた人は、言葉が巧みで、揺るぎない信念を持っており、深く根を降ろし、極めて柔軟性が高い。
ナナカマド（Rowan）
杖品質のナナカマドはいかなる杖と比較してもとりわけ高い防衛力を持つといわれる、人気の高い木材である。
あらゆる防御魔法をかける際、この杖を使うと特に強力で破られにくくなる。
一般的に、過去にも現在もナナカマドの杖を所有する闇の魔法使いはいないとされている。事実、オリバンダーは彼のナナカマドの杖が世に悪事をなした例は、一度たりともないと認める。ナナカマドの杖の理想の持ち主は、頭がよく心優しい人物だが、ナナカマドの杖は他の杖に匹敵するどころかそれに勝ることも多く、決闘では相手を上回る力を発揮することもしばしばである。
ギンヨウボダイジュ（Silver Lime）
希少かつ魅力的な杖用木材で、19 世紀に大流行した。需要が供給を上回ったため、一部の杖作りは低品質の木材をギンヨウボダイジュの色に染め、客に本物だと信じ込ませて売りつけていたほどである。そこまでの人気を博した理由は、見た目が突出して魅力的であることに加え、占い師や開心術に熟練した者が使うと最高の力を発揮するといわれていたためである。いずれも神秘の術であるため、ギンヨウボダイジュの杖の所有者は高い地位にあると見なされた。杖の需要が絶頂に達したとき、杖作りのアルトゥーロ・セファロポスは、ギンヨウボダイジュの杖と予知能力に関連があるとする説は、ガーボルド・オリバンダー（オリバンダー老の祖父）などの商人が、仕入れすぎたギンヨウボダイジュ材の在庫を売り払いたいために広めたデタラメだ、と主張した。しかし、セファロポスはずさんな仕事をする男だったため、彼が廃業したときは、占い師でなくとも驚く者はいなかった。
トウヒ（Spruce）
一部の杖作りは、トウヒは難しい木材だと言う。実際、トウヒ材を扱うにはある程度の熟練が必要であるとオリバンダーも述べる。
トウヒの杖は、警戒心の強い者や神経質な者とは相性が悪く、不器用な者が扱うと間違いなく危険。この杖は、どんな魔法を発するべきか、杖の意志で判断する傾向にある。このため、使用する者には厳然とした態度が求められる。しかし、相性が最適の持ち主であるユーモアのセンスがあり、大胆に魔法を操る人物に出会うと、杖は強い忠誠心で持ち主を大いに助け、鮮やかで派手な魔法の効果を生み出す。
シカモア（Sycamore）
シカモアの杖は、冒険好きな杖である。いつも新たな経験を求め、刺激のない仕事をさせると輝きを失う。この杖にはやっかいな特性があり、この杖を「退屈」させるといきなり燃え出す。ゆえに、落ち着いた生活を送っている老魔法使いがいつものようにスリッパを取ってこいと命令すると、杖が手のなかでいきなり燃え上がることがある。
シカモアの杖の理想的な持ち主については、好奇心旺盛で生命力にあふれる、冒険好きな人物が最適である。そのような持ち主と組み合わせれば、シカモアの杖は持ち主から学び、適応し始める。
ブドウ（Vine）
ドルイド僧たちは、木質の茎を持つものはすべて木と考えていたため、ブドウの木からも杖が作られた。ブドウの木からは特殊な性質を持った杖ができる。
ブドウの杖は一般的ではないが、この杖の持ち主はみな大いなる目的を追求する魔女や魔法使いである。彼らには凡人には計り知れない先見の明があり、彼らについて理解し尽くしていると思っていた者たちを驚かせることもしばしばである。ブドウの杖は、一見しただけではわからない深みのある人格を持つ人物に強く引かれる。また、他の杖と比較して、持ち主になるべき人物を即座に探し当てる傾向にある。ブドウの杖は、理想的な持ち主が同じ部屋に入っただけで魔法の効果を発するという。オリバンダー杖店でも、このような現象は2度確認されている。ハーマイオニー・グレンジャーは、このブドウにドラゴンの心臓の琴線を芯とする杖を所持する。
クルミ（Walnut）
知性の高い魔女や魔法使いに試しにクルミの杖を渡してみると、10回中9回は、理想のパートナーどうしだと判明する。
この木材は、ずば抜けて多様な用途に向いており、適応力も高いため魔法の革新者や発明者が所有者となる例も多い。
一部の木材は、持ち主が主導権を持って扱うのが難しく、木材の性質と合わない呪文をかけようとすると抵抗するが、このクルミの杖は、いったん服従したら最後、使用者が十分に頭脳明晰であれば持ち主が望むことはいかなることでも成しとげるため注意が必要である。このため、クルミの杖は良心のない者の手に渡ると杖と魔法使いが悪影響を与え合うという、非常に不健全な関係が築かれ、恐るべき武器になる。ベラトリックス・レストレンジが持っているのがこのクルミにドラゴンの心臓の琴線を芯材とする杖である。
ヤナギ（Willow）
ヤナギは癒しの力を持つ珍しい杖用木材である。オリバンダーが気づいたところによると、ヤナギの理想的な持ち主は、大抵本人は認めないが、どれだけ隠そうとしても、どこか不安定な部分がある者が多い。
杖の見事な外見と、高度な無言呪文をかけられるという定評に引かれ、自信にあふれる客がヤナギの杖を試したいと主張することもよくあるが、ヤナギの杖は、もはや学ぶことはあまりないと感じている者よりも、大いなる可能性を秘めている者を選ぶ。
オリバンダー家には「最も遠い道を歩む者は、ヤナギと共に最も速く進む」と言う格言が伝えられている。ロンが2本目として、このヤナギにユニコーンの尾の毛を芯材とする杖を持つ。
イチイ（Yew）
イチイの杖は珍しい部類に入り、理想的な持ち主もまた、たぐいまれなる力を持つ者で、悪名高い人物の場合もある。たとえばヴォルデモート卿（トム・リドル）の杖もイチイである。芯材は不死鳥の尾羽根で、同じ個体の尾羽根がハリーの持つ杖に使われている。
イチイの杖は所有者に生死に関わる力を授けるとされている。むろん、それはどんな種類の杖にもいえるわけだが、イチイの杖はとくに決闘や呪いの分野において、不穏な評判を博す。しかし、杖に関する伝承について不勉強な者がよく言うイチイの杖を使う者が闇の魔術に引かれやすいという説は、真実ではない。イチイの杖に最適な魔女や魔法使いは、その強大な力で他者を守ることもあるからである。イチイという極めて長寿の樹木から切り出した杖は、しばしば英雄、あるいは悪人に所有されてきた。
イチイの杖とともに魔法使いを埋葬すると、通常地中の杖が芽吹いて木となり、死んだ持ち主の墓を守る。
オリバンダーはイチイの杖は、決して平凡な人物や取るに足りない人物を持ち主に選ばないと断言する。

### 杖の芯材
「ポッターモア」のページではギャリック・オリバンダーのノートから抜粋したということになっている。
ユニコーンの毛
ほぼ一貫して安定した魔法を繰り出せ、ほぼ魔法の揺れや詰りがなく、闇の魔術に与しがたい。
杖の芯の素材のなかでもっとも所有者に忠実。熟練であっても初心者の魔法使いであっても、通常は一番はじめの所有者と強い結び付きがある。
マイナーな難点として、最強の杖の芯ではない。また、取り扱いを間違えると芯が不能となり死の状態なので、差し替える必要がある。
ドラゴンの心臓の琴線
一般的に、最強の杖の芯でかなり派手な魔法を繰り出しやすい。闇の魔術に与しやすいが、杖の芯自身から闇の魔術に与することはない。ほかの芯より馴染むのが速い。忠誠心はつねに「現在の」所有者にある。気まぐれで、事故を起こしやすい。
不死鳥の尾羽根
希少な杖の芯材。
もっとも広範囲の魔法が使える芯材だが、ユニコーンの毛やドラゴンの心臓の琴線に比べると、魔法を使いこなすのに時間がかかる。ほかの芯より、馴染みが速い。ハリー・ポッターとヴォルデモートの杖には、不死鳥のフォークスから提供された尾羽根が杖芯として使用されている。
自立していて、ときどき自分の意思で動くことがある。そのため、多くの魔法使いは不死鳥の羽根の芯を好まない。不死鳥の羽根の芯の杖は例外なく所有者候補の選り好みが激しい。このことは世界でも有数の独立心を持つ魔法生物であることに由来し、忠義を得ることは難しい。

#### オリバンダー杖店で扱わないその他の杖芯
第4巻『ハリー・ポッターと炎のゴブレット』より。
セストラルの尾毛
強力だが扱いにくい。死を目の当たりにした者にしかセストラルが見えないように、死を受け入れた魔法使いだけが真の所有者になれる。「死の秘宝」のひとつである「ニワトコの杖」にはこの芯材が使われている。
ヴィーラの髪
分かっているのは気まぐれな杖になるということだけである。フラー・デラクールの杖にはこの芯材が使われている。
トロールのひげ

サンダーバードの尾羽根

角水蛇の角

ワンプスキャットの体毛

ルーガルーの毛

骨
何の骨かは分からないが、ニュート・スキャマンダーが使用。また、ニュートの杖は貝も使用している。

### 長さ
「ポッターモア」のページではギャリック・オリバンダーのノートから抜粋したということになっている。
多くの杖作りは杖の長さを単に魔法使いの体格に合わせて見立てようとする。しかし、オリバンダーはこの方法を「洗練を欠く手法」と捉えていて、その他の重要な要素を多数無視する結果となるという。彼は長い杖は背の高い魔法使いに適しているかも知れないとしつつ、彼の経験ではそのような杖はおおらかな人物に惹かれ、雄大で劇的なスタイルの魔法の使い手を好む傾向にある。短い杖は人間的にどこか欠けているところのある所有者を選ぶ。一方、こじんまりとした杖は優雅で洗練された呪文のスタイルを好むとする。とは言うものの、杖の構造はどれ一つとしてほかのあらゆる要素と切り離して考えるべきではなく、木材、芯材、及び柔軟性で、杖の長さによる特性を補ったり、強化することができると言うのがオリバンダーの意見（私見）である。

## 病気
魔法族はありふれた病気と障害、つまりマグルが悩まされるようなそれに苦しめられることはないが、その代わりに機密保持法で守られたマグルが直面することはない魔法の病気と障害に直面する。
龍痘 (dragon pox)
ハリー・ポッターの祖父母フレモント・ポッターとユーフェミア・ポッターやドラコの祖父アブラクサス・マルフォイは、この病が原因で死んだ。機密保持法によってマグルがこの病に感染することは防がれている。
黒斑病 (spattergroit)
体中に赤紫の疱疹の炎症ができる。感染力が高く、菌が喉まで広がると話せなくなる。第7巻では、ロン・ウィーズリーがホグワーツを退学して分霊箱を探すために隠れ穴に住む屋根裏お化けを黒斑病にかかったと見せかけ、家で休養しているため学校へ戻れないという嘘を貫く。龍痘同様、機密保持法によってマグルの感染対策がなされている。

## 習慣
- 魔法使いが成人すると時計を贈る[注 38]。
- 杖の持ち主が亡くなると、遺体とともに杖を葬るか荼毘に付す（ただし、「ニワトコの杖」は例外）。

## 迷信
- 「柊の杖の女が 樫の杖の男と結婚するのは おろ樫い」[注 39]
- 「ナナカマドは陰口屋 クリはのらくら者 トネリコは頑固者 ハシバミは愚痴り屋」
- 「真夏生まれの魔女は、マグルと結婚する」
- 「朝に呪えば、夕べには解ける」
- 「ニワトコの杖、永久（とこしえ）に不幸」
- セストラルは縁起が悪く、見た者にはありとあらゆる恐ろしい災難が降りかかると言われている。

## 慣用表現
in the name of Merlin
英語で「一体全体」を意味する "in the name of God" "in the name of heaven" などをひねった、魔法界独特の表現。
マーリン勲章同様、偉大な魔法使いマーリンに由来。
Merlin's beard!
直訳は「マーリンの髭」の意で、魔法界独特の驚きの表現。第1巻よりたびたび用いられるが、第7巻ではマグル出身のハーマイオニーが使い慣れないこの言葉を「Merlin's pants!」（マーリンの猿股!）と間違って使う。
日本語訳では「おどろき、桃の木」「おや、まあ」「こりゃたまげた」など一貫性はない。映画版ではホラス・スラグホーンの口癖になっている。
Time is Galleons.
日本語訳は「時はガリオンなり」。「時は金なり」をひねった表現。
yank your wand
日本語訳は「揚げ杖を取る」。「困らせる」「からかう」を意味する「yank your chain」をひねったもの。
ten a Knut
日本語訳は「二束三クヌート」。英語で「ありふれた」「安い」を意味する「ten a penny」をひねったもの。
count your owls before they are delivered
日本語訳は「取らぬふくろうの羽根算用」。英語で「取らぬ狸の皮算用」を意味する「count one's chickens before they are hatched」をひねったもの。
Hairy Heart
毛の生えた心臓。冷たい、または感情のない魔法使いや魔女を表現するのに使われる。やや古くさい表現。由来は『吟遊詩人ビードルの物語』の「毛だらけ心臓の魔法戦士」の話。
びた1クヌート
「びた一文」をもじったものである。
意味は「びた一文」も同じようにほんのわずかなお金、という意味で、用法も同じである。